# ヴィルンスドルフ
ヴィルンスドルフ (ドイツ語: Wilnsdorf) は、ドイツ連邦共和国ノルトライン＝ヴェストファーレン州アルンスベルク行政管区のジーゲン＝ヴィトゲンシュタイン郡の町村（以下、本項では便宜上「町」と記述する）である。

## 地理

### 位置
ヴィルンスドルフは、ロタール山地の南の支脈中、ジーゲンの南東約 9 km（直線距離）に位置している。ジーガーラント南部の地形は、入会地であった針葉樹林と、岩の多い地盤と一部が急峻な斜面であるため広い耕作地に適していないため草原を利用した農業によって特徴付けられる。町域は、歴史的な発展の経緯から多くの谷の区画に分割される。ヴァイス川の谷が最大の谷で町域の南東から北および北西に広がっている。主邑のヴィルンスドルフ地区は、ヴァイス川の谷の南側、町内を南から西に向かって広がるヘッケンバッハタール（アイゼルンバッハ川の谷）に位置している。南西の角にヴィルデバッハ川の谷がある。

### 地質学
ヴィルンスドルフは、ライン・シーファー山地の一部であるロタール山地の支脈内、いわゆるジーゲナー盆地に位置している。ジーガーラントの山地は、様々な粘板岩、硬砂岩、そして一部が玄武岩（たとえば、アステンベルク）で形成されている。その南西部の一部はヴェスターヴァルトの山並みに連なっている。

### 町域の広がりと土地利用
町域の総面積は 72.04 km2 である。このうち 約 58.3 % が森林であるが、この値は郡の平均値より 6.1 % 低い。農業用地は約 20.9 % で、こちらは郡平均よりもほぼ 2.2 % 高い。住宅地と交通用地は 11.1 % と 8.2 % で、ジーゲン＝ヴィトゲンシュタイン郡の平均（それぞれ 8.4 % と 6.8 %）よりも高い。

### 隣接する市町村
ヴィルンスドルフは、西から北西はジーゲン、北から北東はネトフェン、南はブールバッハ、南西はノインキルヒェン（以上、いずれもジーゲン＝ヴィトゲンシュタイン郡）、南東はハイガー（ヘッセン州ラーン＝ディル郡）と境を接している。

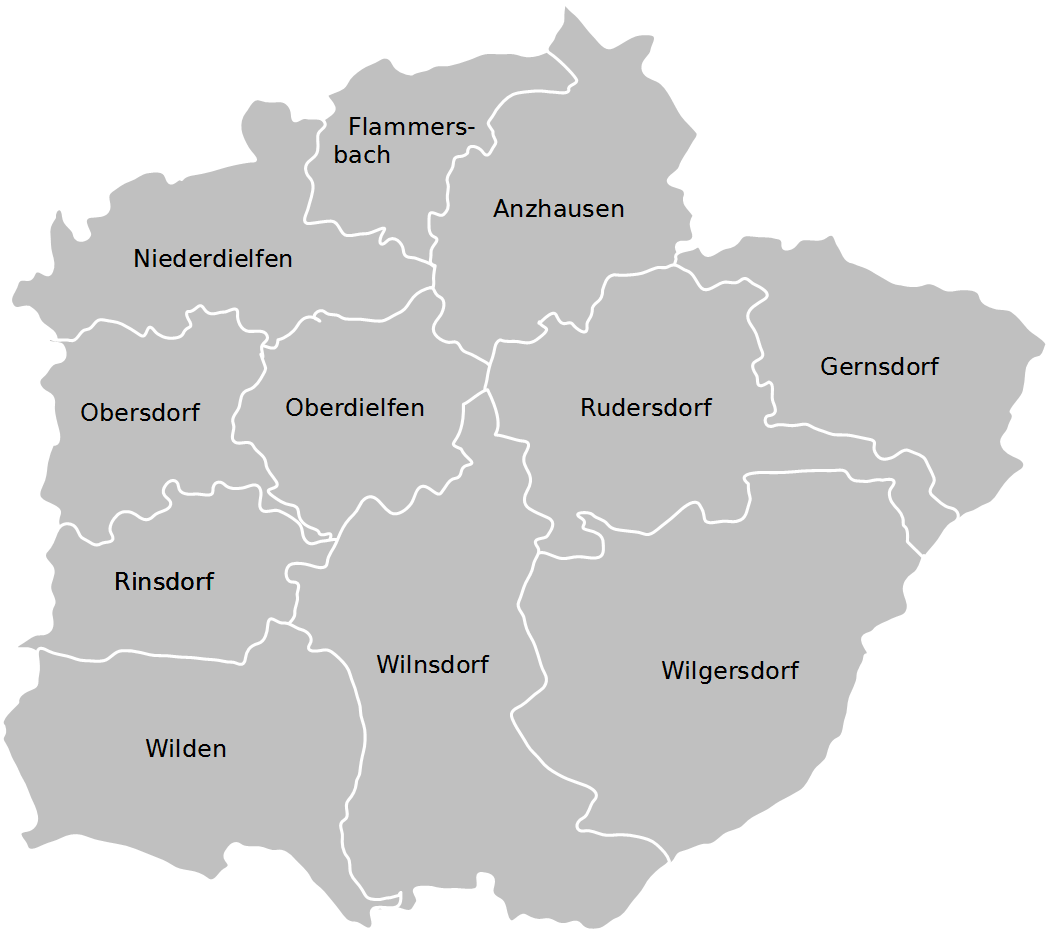
ヴィルンスドルフの地区図

### 自治体の構成
ヴィルンスドルフは11地区で構成されている。
- アンツハウゼン
- フランマースバッハ
- ゲルンスドルフ
- ニーダーディールフェン
- オーバーディールフェン
- オーバースドルフ
- リンスドルフ
- ルーダースドルフ
- ヴィルデン
- ヴィルガースドルフ
- ヴィルンスドルフ

### 気候
町内の気候は、主に南西風から西風とロタール山地の支脈にあたる高地に位置することにより支配されている。しばしば発生する厚い雲が、ジーガーラント特有の高い降水量とかなり低い気温をもたらす。年間降水量は、カルトアイヒェの高所では約 1,000 mm、町の東部では 912 mm である。1881年から1930年までの平均気温は 7.1 ℃と測定されている。1929年の冬には、寒波によりこの町の気温は -25 ℃まで低下した。

### 自然保護区
ヴィルンスドルフ町内には5つの自然保護区 (NSG) がある。
- NSGゲルンスドルファー・ヴァイデケンペ (102.1 ha)。ゲルンスドルフ近郊、1989年9月27日から[7]。この保護区はビッヒェルバッハの谷に位置しており、南から北に流れる支流およびイルムガルトアイヒェン（ネトフェンの市区）との町境に沿っている。この保護区は、多くの、一部は危機に瀕している動植物種や保護された群集の生息地として、農業上粗放的に利用されている盆地状の谷である。
- NSGヴァイスバッハタール (79.01 ha)。ヴィルガースドルフとルーダースドルフとの間、1988年2月17日から[8]。この保護区は、ヴィルガースドルフとルーダースドルフとの間のヴァイスタールの大部分を含む。ここには大きな道路が通っていない。この地区は、やせた草地や湿地に棲む危機に瀕した動植物を保護するために指定された。
- NSGヴィルデバッハタール (20.58 ha)。ヴィルデンとザルヒェンドルフとの間、1990年9月18日から[9]。この保護区はヴィルデン地区に接しており、大部分がザルヒェンドルフ地区に位置する。ヴィルデン地区部分は5 ha ほどである[10]。この自然保護区は、農業上粗放的に利用されている谷に典型的な動植物、たとえばホタルイ属、クロアブラガヤ（ドイツ語版）やリュウキンカの草原が保護・維持されている。
- NSGオベーレス・ランゲンバッハタール (17.73 ha)。ルーダースドルフ近郊、1988年2月17日から[11]。この保護区は、ルーダースドルフの南東、ビッヒェルバッハの南の、小さな横谷に位置している。この保護区では、ハンノキ＝トネリコ＝軟木河畔林、林や緑地の中の動植物相が保護されている。
- NSG旧ノイエ・ホフヌング鉱山 (3.93 ha)。ヴィルンスドルフとヴィルガースドルフとの間。1968年6月1日から[12]。この自然保護区は大部分が旧鉱山敷地内にある。この保護区は、約 2.8 ha の森林と約 1.2 ha の旧鉱山のボタ山からなる[10]。この地区は、乾燥と温暖を好む数多くの動物種の棲息地であり、多くの保護植物が生育している。

## 歴史

### 入植

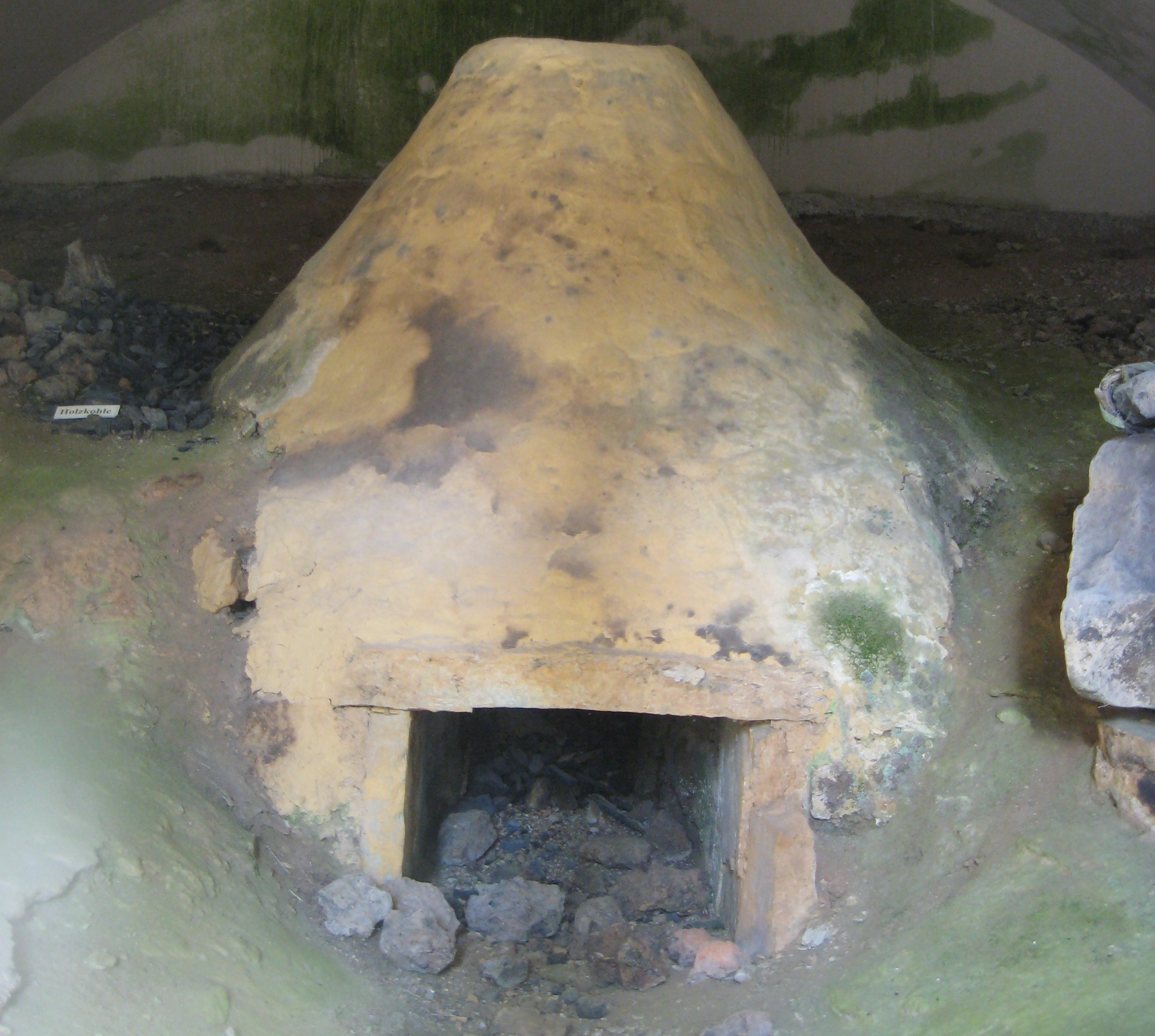
復元されたラ＝テーヌ時代の溶鉱炉

ヴィルンスドルフ地域は、ラ＝テーヌ時代に初めて入植がなされた。紀元前後のいくつかの出土品や精錬施設はケルト人のものであることが証明されている。それ以外の精錬所跡や鉄鉱石採掘跡は10世紀から13世紀の中世のものである。この地域における最終的な入植は、800年から950年までのフランク人の支配地域拡大の時代になされた。
ヴィルンスドルフ集落は1185年10月24日に Willelmesdorf という名称で初めて記述されている。この文書の中で Hermannus de Willelmesdorf という人物が、ハインリヒ6世王の寄進の立会人として名を記されている。この他に、Wielandisdorf という名称も遺されている。これは、伝説の鍛冶屋ヴィーラント (Wieland) がこの集落の近くに住んでいたという言い伝えに因るものである。時代とともに様々な表記がなされたが、1542年に現在の Wilnsdorf の表記が現れた。1257年から1340年までは Willandisdorf、1451年から1636年までは Wilnstorff が主流の表記であった。1728年には、Weiland 6. Dorff という表記がなされているが、この 6 は Weilandsdorf の s を表している。
ヴィルンスドルフ地区内には、同名の集落の他に多くの農場や入植地があった。最大の農場がデュッカーホーフであった。この農場は、1563年に初めて記録が遺されている。郷土の文献学者は、この農場が1340年と1479年に記述されている農場群の1つであると推測している。その他の農場としては、
- アインジーデル農場、1579年初出
- ヴィルデ農場、おそらく14世紀から15世紀に遡る
- ケッペル農場、1249年/1277年に初めて記述されている。
- ドナース農場、1479年に初めて記録された農場。農場の土地については1339年に記述されている。名称は1501年にディートリヒ・ドンナー・フォン・ラールハイムの死後のものである。
- 1349年にはすでにヴィルンスドルフの水車が記述されている[17]。

鉄鉱石の採掘や鉄の精錬は、ジーガーラントの他の集落と同様に、この地でも古くに遡る。現在の町内で最初の鉱山は、ヴィルンスドルフとヴィルデンとの間のラッツェンシャイト銀鉱山、のちのランデスクローネで、1298年に初めて記録されている。この坑道は1900年まで採掘がなされた。最初はアドルフ・フォン・ヘッセンのための銀採掘がなされていた。オベーレ坑もこの頃に造られたが、アウトバーンの工事のために埋められた。1777年/1778年まで、中世の鉱山の古いボタ山は、道路工事用資材に転用されていた。1489年新しい坑道が設けられ、「ツー・ウンゼラー・リーベン・フラウエン」坑（我らが聖母）と名付けられた。

### ヴィルンスドルフの領主とその城
12世紀末から17世紀中頃までヴィルンスドルフを本拠としていたフォン・コルベ騎士家は、1185年に初めて文献に記録されている。この騎士家は当時、ナッサウ＝ジーゲン侯領のフォークトであった。この古くからの土着の家門は、ナッサウの歴史研究家アルノルディの時代には「ジーゲン地方に深く根付いた貴族」の1つに数えられている。この騎士家はこの地に住んだ一族に源を発し、13世紀にはすでにジーガーラントで大変に大きな影響力を有していた。ホルディングハウゼンやヘースの領主よりも強力な勢力となっていたと言われる。しかしフリードリヒ・フィリッピは、ヴィルンスドルフの領主家はザウアーラントのシュマレンベルクから到来した一族で、11世紀からここにあった Colve という名の一門の末裔であると考えている。1277年の文献で最初に Kolbe という別名がヴィルンスドルフと関連づけて記述されている。しかしこれはフィリッピが考える通りのヴィルンスドルフ家のことではなく、ヘルマン・フォン・ヴィルンスドルフの文書によれば、ホルディングハウゼンの土地を購入した親類にあたるコルベ家である。1309年以降、ヴィルンスドルフ家に対してもコルベという別名が用いられるようになった。1467年9月29日の文書では、ヴィルンスドルフの領主が公式にコルベン・フォン・ヴィルンスドルフの名を使っている。1542年の徴税台帳から、ヴィルンスドルフ家はジーガーラントの他の部分でも土地領主となっていることが判る。移住者は土地領主になれなかったので、これはヴィルンスドルフ家移民説と矛盾する。

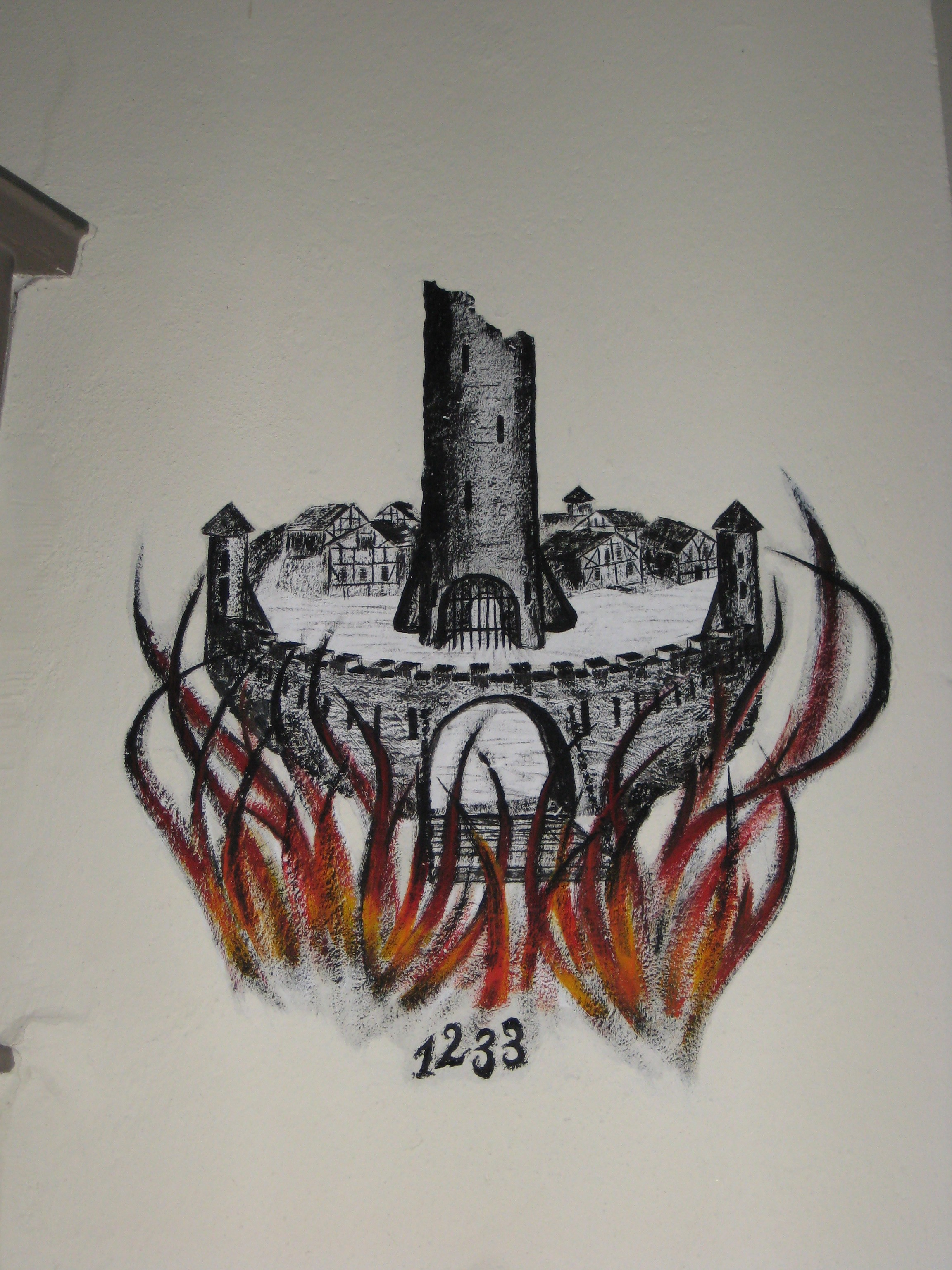
ヴィルンスドルフの福音主義教会の壁に描かれた1233年の火災を描いた絵

ヴィルンスドルフ家は、13世紀になるまでヴィルンスドルフの城を所有していた。この城からは、ヘッケンバッハ川上流の谷全体が一望できた。城山の基礎壁上に建つ現在の教会周辺の測量や現在判っている堀の縄張りから、この城砦の敷地は約 1.2 ha であったと推定されている。1233年の前半、コンラート・フォン・マールブルクは異端裁判で、異端の罪があったとしてヴィルンスドルフ城と集落を完全に破壊させた。18世紀の絵図やそこに描かれた小さな教会によれば、これらは火災前に建てられており、1233年の破壊を免れたものである。1913年にかつての城跡に建設された福音主義教会の近くで、1968年と1969年にヴィルンスドルフ町と福音主義教会組織が参加して発掘調査が行われた。これにより城の歴史に関するヒントが発見された。ブルク通りやコルベ通りの他に、「イム・グラーベン」（直訳すると「堀の中」）といった農地名がかつての城砦の規模をしのばせる。1950年代まで城の堀はその一部が遺されていた。1865年には壁の遺構が見られたが、1890年代に取り壊された。現在は、マインツァー通り 14番地の家の裏手に城の堀の跡が遺っているだけである。
城砦の破壊後、ヴィルンスドルフ家はアイゼルンやレトゲンへ向かう道の途中、アステンベルクの斜面に新しい居館を建設した。ヴィルンスドルフ家は、最後の後継者が亡くなるまでここに住んだ。1566年にはすでに40の農場から形成されていたヴィルンスドルフはかなり大きな村の1つとなっていた。
1311年に、おそらくヴィルンスドルフ領主家の一員であるフィリップス・フォン・ヴィルンスドルフが寄進して教会が建立され、1444年にヴィルンスドルフで最初の司祭が記録されている。ヴィルンスドルフはこの頃まだ固有の教会区ではなく、教会区が設けられるのはもっと後のことであった。1328年3月4日の文書は、レトゲンを教区教会の所在地として記している。

### ヴィルンスドルフ家の影響力とその終焉
1298年に最初の記録が遺るカルトアイヒェの麓での銀採掘に基づく財産やヘッセン貴族との緊密な関係、ジーガーラント北部の広い所領などがヴィルンスドルフ家の影響力の基盤であった。この家門は、フェルンドルフ、ヴィルンスドルフ、レトゲン、ハイガー、フローンハウゼン、ドレッセルンドルフ、ブールバッハ、ノインキルヒェンの教会の守護権を有していた。1333年までヴィルンスドルフは、ナッサウ伯の独立した隣人であった。しかし、1339年12月7日の文書ではヴィルンスドルフの4兄弟は、ナッサウ伯ハインリヒを「我が主」と呼んでいる。ヴィルンスドルフ家の影響力はこの頃すでに大きく損なわれており、ナッサウ家が強大になっていた。
1340年にヴィルンスドルフ家は、ナッサウのレーエン家臣となった。多くの後継者の間で遺産分配が繰り返され、その一部は郷土を去り、所領は徐々に細分化されていった。土地や財産は他国の手に落ちていったが、ヴィルンスドルフ家はこれを阻む財力を持っていなかった。収入は大幅に減少し、しばしばかなりの額の借金をした。1340年以後の多くの文書が、借金返済のために所領を売却したことを証明している。ヴィルンスドルフ騎士家の影響力はこうして失われた。困難な財政状況のためにこの騎士家はナッサウ伯に対して、戦闘時には参戦すること、わずかな相続財産を引き渡すこと、忠誠を誓うことといった義務を負うこととなった。1626年、ユンカーのヨハン・フォン・ヴィルンスドルフが亡くなったことで最後の後継者が失われ、ヴィルンスドルフ家は断絶した。

### 宗教改革と信仰の変遷
1530年、ジーガーラントで宗教改革が効果を現し始めた。1521年にヴォルムスでルターの説教を聴いたナッサウ＝ディレンブルク伯ヴィルヘルム（富裕伯）がこれを推進した。ヴィルンスドルフでは最初ルター派が信仰されたが、後に改革派の教義に帰依した。最初の牧師はハインリヒ・ナウラートであった。彼は1539年に亡くなった。2代目の牧師の死後、レトゲンの牧師がヴィルンスドルフに移り、両教区は統合された。この統合は、17世紀の初めから中頃には解消されていた。1595年になる少し前、ヴィルガースドルフがハイガーからヴィルンスドルフに教区変更され、この年にヴィルガースドルフの子供が初めてヴィルンスドルフで洗礼を受けた。1626年にヴィルンスドルフは再びカトリック化された。福音主義の牧師はナッサウ＝ジーゲン伯ヨハンの命令により、その職を奪われた。1632年から1651年まで信仰は何度も入れ替わった。ヴィルンスドルフとレトゲンの教区は再び統合された。福音主義の教区はレトゲン＝ヴィルンスドルフ二重教区、カトリック教会はヴィルンスドルフ＝レトゲン教区となった。その後も、カトリックと福音主義の教区間で軋轢が繰り返され、落ち着かない年が続いた。紛争は尾を引き、頻繁に、時にはわずか数ヶ月で聖職者が変わることも両宗派ともに珍しいことではなかった。
1711年にナッサウ＝ジーゲン侯ヒアツィントは再び福音主義の臣下を抑圧するための法律を承認した。福音主義者には罰金や高額の税が課され、福音主義の教師や牧師に対して辞任要求がなされた。1712年6月9日に人々は皇帝に苦情を訴え、1713年初めにヒアツィントに対して警告が発せられた。1720年には、ヒアツィントは皇帝カール6世によって完全に遠ざけられ、福音主義者に対する抑圧は解消された。ヒアツィントは1年後に居所をスペインに移した。彼は、1724年にこの地でナッサウ侯領政府に対して宗教比率を「以前の状態に」戻すよう命令を発した。福音主義の教師が追放され、福音主義信者は新しいカトリック教師に対しても報酬の支払いを強いられた。これにより当時の宗教比率が判明している: ヴィルンスドルフでは福音主義 33戸、カトリック 14戸、ヴィルガースドルフでは福音主義 32戸、カトリック 5戸であった。レトゲン教区の比率もこれと同じような比率であったと思われる。改革派のナッサウ＝オラニエ侯ヴィルヘルム4世は、1742年に3つに分割されていたジーガーラントを再統合し、臣下の信仰を決定する権限を行使したが、厳格な運用を強いることはなかった。しかし、今度はカトリック信者が抑圧感を感じていた。1750年から1800年までの間にカトリックの司祭は15回交替している。

### 境界の制定と境界争い
オットー1世（1290年没）の死後、3人の息子たちは1301年にジーガーラントを分割し、ナッサウ＝ハダマール家、ナッサウ＝ディレンブルク家、ナッサウ＝ジーゲン家という分家が成立した。これにより、ヴィルンスドルフと隣のハイガーとの間にカルトアイヒェを通って初めて国境が引かれた。ヨハン6世の5人の息子たちは1606年にジーガーラントを分割し、ディーツ系、ハダマール系、バイルシュタイン系、ディレンブルク系、ジーゲン系の5家が成立した。さらなる分割によりヨハン8世は、アムト・ネトフェンと、レトゲンおよびヴィルンスドルフ教区を得、さらに1623年1月26日にカーン、ビュルバッハ、フォルンスベルク、ヴァイデナウ、アイザーフェルトの集落を追加取得した。この分割部分から後に「ヨハンラント」という呼称が生じた。
この地方が分割され境界が確定すると、その後、南のナッサウ＝ジーゲン領と、これに隣接するナッサウ＝ディレンブルク家およびザイン家の二重支配下にある自由地との間の精確な国境線を巡って紛争が起こった。1579年にナッサウ＝ディレンブルク家およびザイン家によって策定された自由地の国境では、ヴィルンスドルフ方面ではヴィーベルハウゼン、ヴァイセンベルク、レールスベルクを国境地点としている。1597年、ヴィルデバッハを国境線とし、アムト・ジーゲンはナッサウ＝ジーゲンに属すとする国境を、ナッサウ＝ディレンブルク/ザイン側は承認しなかった。1610年にナッサウ＝ジーゲンによって、ヴィルデバッハ川に沿いエルカースベルク西の高地を国境線とする国境策定が再度行われた。これによりオーバーヴィルデンは、ミッテルヴィルデンおよびウンターヴィルデンから切り離された。中間の国境を採るジーゲンの妥協案は受け容れられなかった。1579年の国境調査に基づいて確定された国境の根拠は、ヴィルデンベルクとエルカースベルクにおける家畜の放牧は、ヴィルデン住民の古くからの権利であったということである。1622年の最後の国境調査によれば、国境はプファンネンベルク、リンスドルフ高地に続く山並み（現在のラウシェ）、ヴィルデナー高地、ヘルシュベルク、ヴァイセンベルクに続くロートシャイト（ラッツェンシャイト）を通る。この国境線は、この地域ではヴィルデンとリンスドルフもしくはヴィルンスドルフとの間に国境があることになる。

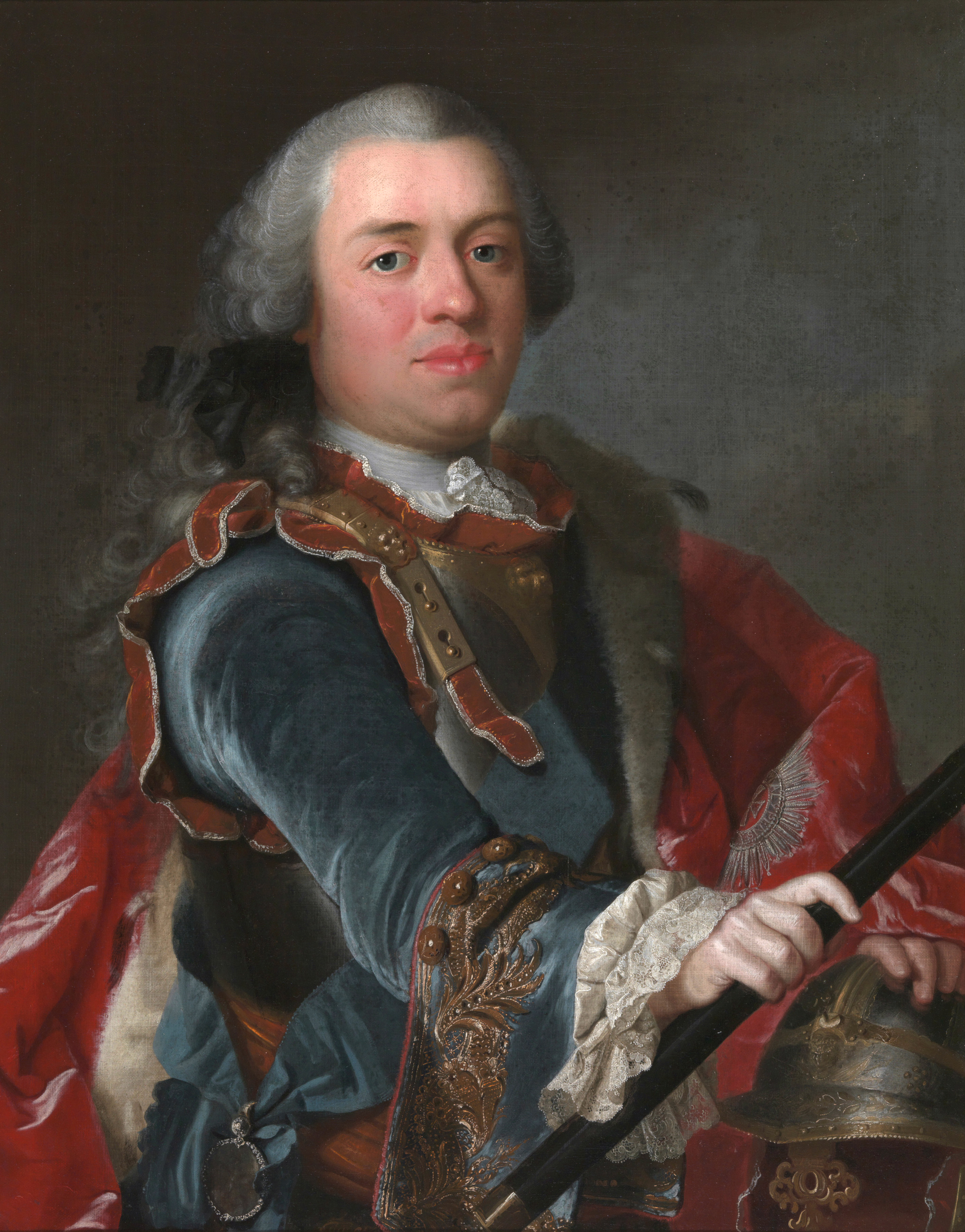
ナッサウ＝オラニエ侯ヴィルヘルム4世（ウィレム4世）

18世紀初め、ジーガーラントは飢饉と貧困にあえいでいた。ヴィルヘルム・ヒアツィントは、父親よりも多くの、それどころか侯家の収入よりも多くの金を発行した。住民は高い税金を調達することができなかった。金の問題が圧倒的になると、1703年にヴィルンスドルフとヴィルガースドルフはフランクフルトの2人の銀行家ヨハン・マルティン・ド・ローンとヨハン・ヴォルフガング・シェーネマンから借金をした。1755年1月30日、オラニエ公子ヴィルヘルム5世の時代にやっとヴィルンスドルフとヴィルガースドルフは借金から解放された。
1624年にヴィルンスドルフの教会が古い城の基礎壁上に拡張された。1700年から1701年に老朽化していた教会塔が取り壊され、新しい塔に建て替えられた。これ以後、ヴィルンスドルフの教会に時計が取り付けられていたことが証明されている。同時に教会が修復された。レトゲンでは1779年から1781年に洗礼者聖ヨハネ教会が建設され、その7年後にはカトリック部分が拡張された、ヴィルンスドルフでも新しい教会堂を建てる努力がなされた。1789年5月22日から古い教会の解体が行われ、その後2年間かけて新しい、共同で使用する教会が建設された。この教会は1791年9月4日に完成した。
ヴィルンスドルフは2本の大きな街道の分岐点に面しており、国境に向かってさらに急な勾配を克服するために、輸送業者や旅人の宿屋や厩舎の需要が増していった。この立地条件は、旅館経営者、鍛冶屋、車大工にビジネスチャンスをもたらした。1800年頃には、この集落にブルワリーが1軒あったが、その後1世紀の間にすべての宿屋が自家製ビールを供するようになっていた。1777年から1780年までの間に集落の街道は、カルトアイヒェでの玄武岩採掘のために大きく拡充された。現在では玄武岩は採掘されていない。

### カルトアイヒェの戦いとプロイセン
対仏大同盟戦争では、1796年7月4日にフランス軍とオーストリア軍との間で「カルトアイヒェの戦い」が行われた。オーストリア軍の2日前にレトゲンに退却したフランス軍はディレンブルク方面へ進軍するよう命令を受けた。ヴィルンスドルフやほかのカルトアイヒェ沿いの集落は、軍に糧秣を徴発されるなど多大な損害を被った。カルトアイヒェの戦い後住民たちは何百人もの死者を埋葬し、負傷者を看護し、兵士による略奪に苦しんだ。この戦いではジュールダンが率いるフランス軍が勝利した。1806年、ヴィルンスドルフは他のジーガーラントともにベルク大公国の一部となった。いわゆるフランス統治時代にもたらされたのは物価高などのネガティブな影響だけではなかった。商取引の自由が導入され、賦役が免除された。ヴィルンスドルフでは、レトゲンおよびヴィルンスドルフ教会区のための行政機関マイアー・ヴィルンスドルフが設けられた。これは、後のビュルガーマステライ（町長管区）の先駆であった。
1813年からフランスに対するドイツ抵抗軍の多くの軍隊がこの町を通っていった。その宿営や食料提供はヴィルンスドルフ住民にとって再び大きな負担となった。ウィーン会議により1815年5月にヴィルンスドルフと残りのジーガーラントはプロイセン王国に分配されたが、しばらくすると他のいくつかの村落とともにナッサウ公国に移された。しかしジーガーラントの人々の尽力によって、この地域は1816年10月19日にプロイセンに返還された。1817年6月1日、ヴィルンスドルフはアルンスベルク県に編入された。
1816年に、ナッサウ公国との境界となっていたカルトアイヒェの麓に税関が設けられた。ヴィルンスドルフには1835年までプロイセンのナッサウ国境中央税関が置かれていた。この中央税関には5つの第1種支局（ブールバッハ、ラースフェ、ハレンベルク、メーデバッハ、ギールスハーゲン）と17の第2種支局が属していた。第2種支局のうち8つがジーガーラントに設けられていた（ヴィーダーシュタイン、リッペ、オーバードレッセルンドルフ、ホルツハウゼン、ヴュルゲンドルフ、ヴィルガースドルフ、ゲルンスドルフ、イルムガルトアイイヒェン）。新設されたジーゲン郡には、アイゼルン、オーバースドルフ、リンスドルフ、ヴィルガースドルフ、ヴィルンスドルフ、ニーダーディールフェン、オーバーディールフェンの7つの集落を含むビュルガーマステライ・ヴィルンスドルフ (ドイツ語: Bürgermeisterei) が含まれた。プロイセンのヴェストファーレン州地方自治体法に基づき、1841年にビュルガーマイステライはアムトに改組された。1844年、ビュルガーマステライ・ヴィルンスドルフに替えて、アムト・ヴィルンスドルフが自治体連合として成立した。1895年、それまでアムト・ブールバッハに属していたヴィルデンが、アムト・ヴィルンスドルフに編入された。

1895年から1966年までのアムト・ヴィルンスドルフの町村図

トルプバッハのヨハン・ハインリヒ・ヴァイスゲルバーは1829年にライン川沿いのデュッセルタールから還ってきた。彼はその地でキリスト教復興運動のグループと交際していた。翌年から彼は周辺地域で、従ってヴィルンスドルフでも、「キリスト教の時間」を開催して、村々で次第に興奮を呼び起こし、1834年には意見の違いからジーガーラントにおける共同体の分裂を招いた。ヴァイスゲルバーはレトゲン＝ヴィルンスドルフ教会区で特に人気で、アイゼルンやリンスドルフで定期的に集会を開いた。しかし、残りの住民や教会の代表者はこれを良く思わなかった。このためヴァイスゲルバーは1854年に活動を停止し、集会法の導入後になってやっと活動を再開した。1900年からこの教会区の各集落は、教会の集会所でのみ集会を開くこととした。

### 19世紀以降の発展
ヴィルンスドルフは19世紀に大きく発展した。特に北から南に向かう本通り沿いに続々と新しい建物が建てられていった。ヴィルンスドルフの鉱業は、鉱業で有名なジーガーラントではまだ重要でなかったため、大部分の住民は農業や職人仕事で生活していた。1813年にヴィルンスドルフに住む鉱山労働者はわずか8人であった。1/3以上 (38 %) の世帯が農業、16 % が手工業で生計を立てていた。2つの司祭館や学校の他に大きな建物は存在しなかった。こうした村の風景は、1889年から1891年にネオロマネスク様式のカトリック教会が建設されたことで変化した。この教会の塔は現在も建っている。しかし、本堂は老朽化のため、1970年代に解体された。また、藁葺き屋根からスレート屋根への葺き替えも町の光景に変化をもたらした。これは、藁葺き屋根は火災の危険性が高いためであった。1820年代には65軒が藁葺きでスレート葺きは8軒だけであったが、1888年には138軒中78軒がスレート葺きとなった。1940年代に最後の藁葺き屋根が姿を消した。
1874年に、ヴィルンスドルフのマインツァー通り2番地の建物に郵便局が設けられた。それ以前の郵便は、馬車で配達されていた。ヴィルンスドルフにおける工業化は、初めは極めてゆっくりと導入されていった。大きな鉄や金属の精錬所は、ヴィルンスドルフのわずかな鉄鉱石産出量では採算が合わず、無駄であった。1890年代に計画された鉄道建設は実現しなかった。1870年代にフィッシュバッハミューレにボイラーが設けられた。19世紀には、医療の提供が町の問題であるとされた。1870年にリュールケン医師によってこの町で最初の病院が設立された。1805年から1812年までに、約500人の住民のうち78人が亡くなったが、1905年から1912年には約900人のうち62人の死亡に減少した。ヴィルンスドルフに薬局が開業したのも比較的遅かった。1886年にネトフェン出身のオスカー・ヤンセンがこの町で薬局を開業した。

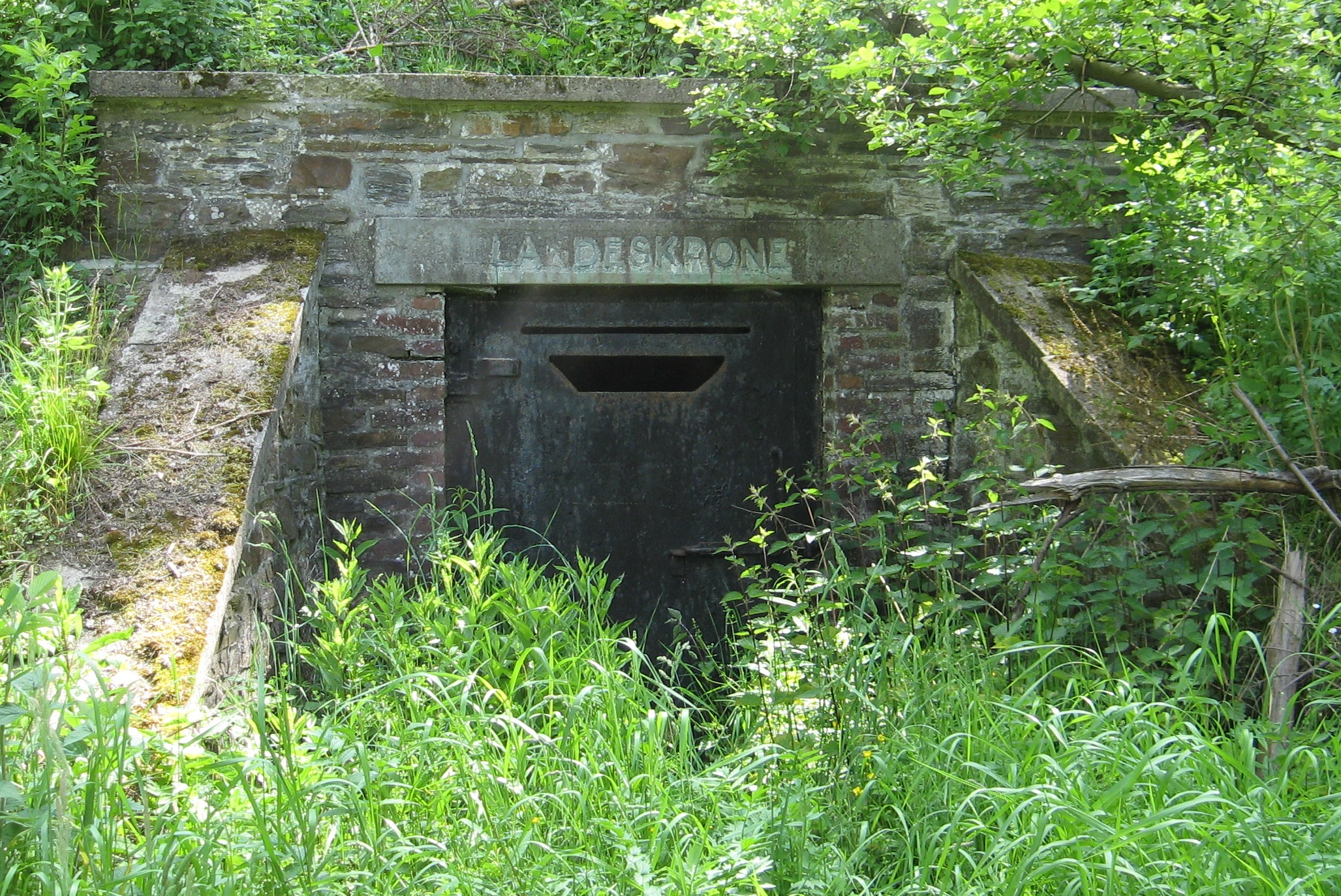
ランデスクローネ鉱山の坑道入り口

アムト・ヴィルンスドルフの鉱業は19世紀に大きく成長した。鉄の溶鉱炉がアイゼルンやヴィルデン近郊に設けられた。アイゼンハルター・ティーフバウやアイゼルンのアイゼルナー・ウニオーンといった小さな鉱山から、時代とともに接続した鉱山が形成されていった。現在のヴィルンスドルフ町内には約20の大きな鉱山があり、このうち8つは工業化された坑内採掘で稼働していた: オーベルスドルフとアイゼンとの間にあるプリンツ・フリードリヒ鉱山（1848年 - 1903年）およびジルバークヴェレ鉱山（1874年 - 1911年）、ニーダーディールフェン近郊にあり約827,000トンの鉄鉱石を産出したグリムベルク鉱山（1794年 - 1910年）、ヴィルガースドルフ近郊のホフヌング鉱山（1883年 - 1913年）およびヴィクトーリア鉱山（1883年 - 1912年）、ヴィルンスドルフの南に位置するマリー鉱山（1867年 - 1918年）、ヴィルデン近郊のランデスクローネ鉱山（1801年 - 1918年）とバウテンベルク鉱山。これらのうち、最大で最もよく知られていたのがウンターヴィルデン近郊バウテンベルクという山のバウテンベルク鉱山であった。これは1461年に初めて開かれ、1942年に現在の町内では最後に閉山した鉱山である。ここからは、場所によっては 1025 m に達する深さから28億6,900万トンの鉄鉱石が産出し、時にはジーガーラントの産出量統計で9位にランキングされた。1957年、アムト・ヴィルンスドルフ地域内で最後にアイゼルンのアマイゼ鉱山が閉山した。
1836年以後関税の徴収が廃止され、税関の建物が空き家となった。ヴィルンスドルフの住民はこれを別の目的に転用した。この建物を教会に改築し、カトリックと福音主義との共用教会とする提案は、特にカトリックの司祭に支持された。1841年9月にカトリック教会も福音主義教会もこの建物の所有を主張した。この建物がどちらの教団に「よりふさわしいか」という意見の対立は何年も続いた。1852年4月29日、共用状態は解消された。カトリック教会が中央税関の建物を、福音主義教会がそれ以前の教会と学校を所有することとなった。1852年11月11日に税関の建物のカトリック教会への改築が完成した。福音主義教会も良好な状態となるよう改築がなされ、1911年から1913年に教会が新築されるまで使用された。1854年にヴィルンスドルフで最初のオルガンが設けられた。
1880年代の終わり頃、福音主義のヴィルンスドルフ教会区とレトゲン教会区との連合解消が検討された。ヴィルンスドルフとヴィルガースドルフの教会組織は、信者数が少なく、独立した教会区を形成することはできなかった。このため、1892年7月1日に、オーバーヴィルデン、ミッテルヴィルデン、ウンターヴィルデンを教区に含めでヴィルンスドルフは独自の牧師を得て、人的連合は解消された。

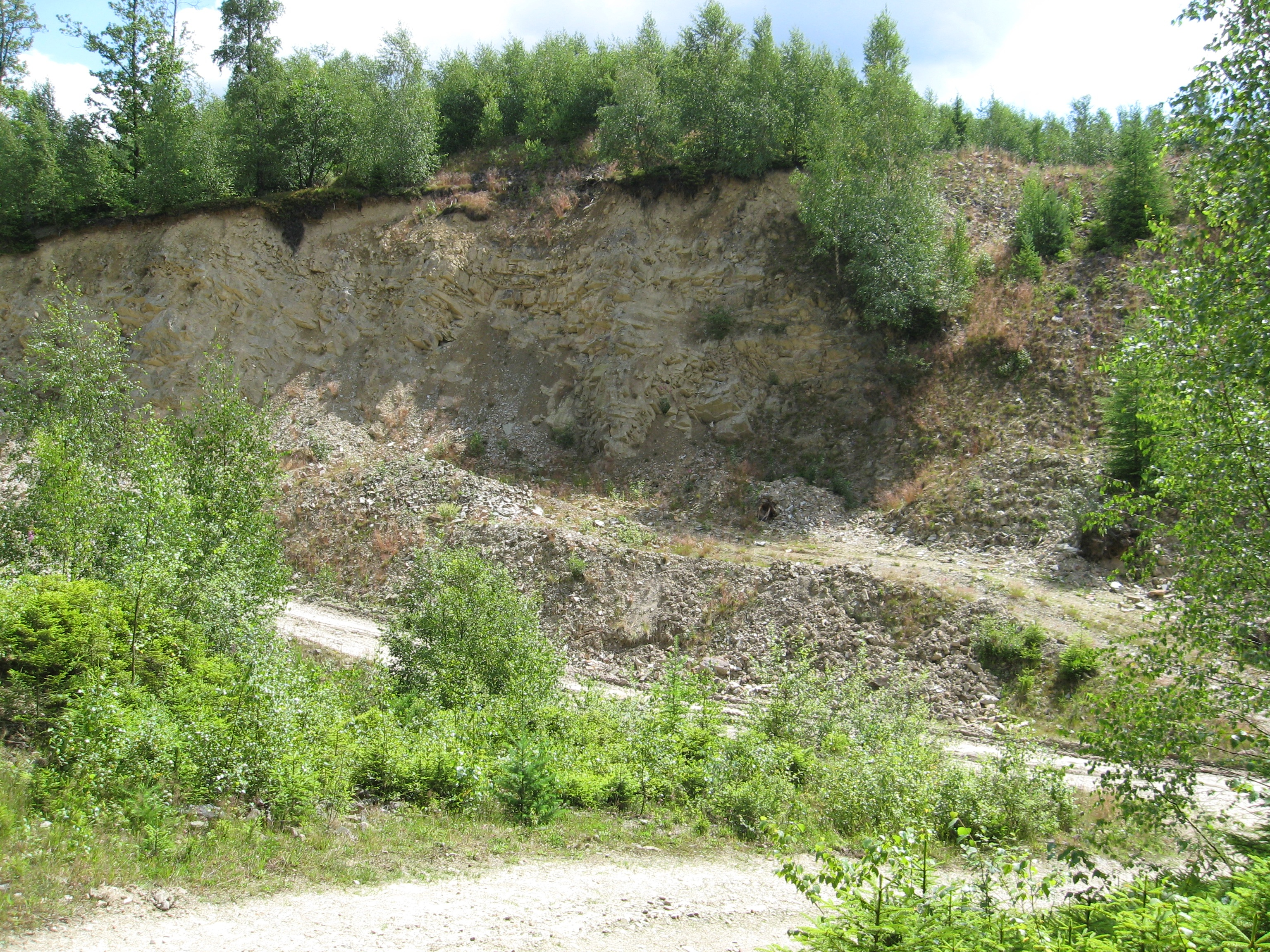
カルトアイヒェの採石場跡

ヴィルンスドルフの地域内には、大きな鉱山はなかった。マリー鉱山は1867年から1918年まで稼働していた。この坑道はカルトアイヒェの南斜面にあり、130 m までの深さから鉛、亜鉛、銅の鉱石を産出した。その近くに、1890年頃までジーガーラント全域の石材を切り出した採石場がある。また、1800年以前に設けられた古いが、小さいレーヴェンシュテルン鉱山がマリー鉱山に付属していた。1853年から1866年までの間に266トンの鉛鉱石、31トンの亜鉛鉱石を産出したブルーノ鉱山は2本の坑道で開発された。1957年にエルツベルクバウ・ジーガーラントAGはカルトアイヒェの斜面で深さ 800 m に達する鉱脈の試掘を行った。しかしこの採掘は採算性が取れないものであった。
1910年に水道が家の前の泉に替わって用いられるようになった。ヘッケンバッハ上流の谷に水の採取場と高架水槽が設けられた。水量不足のため、1937年に別の水源から新しい水道が造られた。1919年にガソリン駆動式モーターに替えて電子モーターがミルンスドルフ水車に取り付けられた。1902年に設立されたジーガーラント発電所によって電化された。1925年から電話網が設けられ、フランクフルト・アム・マインからカルトアイヒェ、ヴィルンスドルフ、ジーゲンを経由してドルトムントまでのケーブルが敷設された。同じ年にアイゼルンを経由してジーゲンまでのバス路線も開通した。これらの革新は、第二次世界大戦や世界恐慌の困難な時代にこの村を発展させた。1931年までに、高い失業率のために畑や庭での窃盗が起こった。資材不足を緩和するために、ヴィルンスドルフでも冬期貧困救済事業が興った。
第一次世界大戦では、37人のヴィルンスドルフ住民が帰還しなかった。1931年9月20日に戦没者を記念して壁で囲まれ球体と十字架があしらわれた塔が建立された。
1939年の第二次世界大戦勃発後、共同体生活は機能停止に陥った。ヴィルンスドルフから75人の予備兵が直ちに召集された。ハーフェル地方からの衛生部隊が3週間にわたってヴィルンスドルフに宿営し、1939年11月8日から1940年5月11日まで、バイエルンの第27砲兵連隊第8砲兵中隊の170人の兵士と140頭の馬が宿営した。1943年から1944年までにルール地方から111家族が、ジーゲンから120家族がヴィルンスドルフに疎開し、住み着いた。1945年にヴィルンスドルフ、ヴィルガースドルフ、カルトアイヒェの間の地区が爆撃されたが、損害はなかった。その後、低空飛行による攻撃がヴィルンスドルフを襲い、多くの家屋が焼かれた。3月30日から31日にかけて、アメリカ軍がヴィルンスドルフに進軍してきた。戦争では、64人のヴィルンスドルフ住民が死亡し、28人が行方不明となった。1955年に戦没者記念碑は第二次世界大戦の戦没者にも拡張された。
1946年から1947年までハウベルクで最後の種蒔きが行われ、1958年に最後の牧畜がなされた。何世紀にもわたって共同体生活を支えてきた農業は1950年代末に消滅した。現在ではわずかな大農家だけが周辺で農業を営んでおり、大部分の住民は工業や商業に就いている。
第二次世界大戦後、この集落は急速に成長した。1951年にリンスドルフ行きの乗合バスが営業を開始し、1952年にゴミの収集が始まり、1955年から1960年までの間に水道網が根本的に刷新された。1958年/1959年にヘッケンバッハ上流の谷の井戸の新設やカルトアイヒェの高架水槽の建設が始まった。1957年には、ザウアーラント線とも呼ばれるアウトバーン 45号線の計画が開始された。その10年後にハイガー/ブールバッハ・インターチェンジとジーゲン＝アイゼルン/インターチェンジとの間の区間が完成し、ヴィルンスドルフはヴィルンスドルフ・インターチェンジでこの道路と結ばれた。アウトバーンの建設もこの町の急速な発展に寄与した。多くの新興住宅地が開発され、建設された。1950年 イン・デア・シュトルト、1963年 ツーム・エーレンマール、1965年 イン・デア・ノイヴィース、1966年 アム・イェーガーアッカーおよびアム・クリッツェルガルテンといった具合である。

#### 1818年から1939年のヴィルンスドルフの宗教状況
| 宗教               | 1818年 | 1855年 | 1867年 | 1871年 | 1895年 | 1926年 | 1931年 | 1939年 |
| ------------------ | ------ | ------ | ------ | ------ | ------ | ------ | ------ | ------ |
| 人口（人）         | 507    | 694    | 680    | 691    | 780    | 1034   | 1104   | 1152   |
| 福音主義           | 319    | 393    | 389    | 407    | 426    | 487    | 485    | 532    |
| カトリック         | 188    | 301    | 286    | 274    | 333    | 505    | 604    | 608    |
| その他のキリスト教 |        |        | 5      | 10     | 21     | 10     | 15     | 12     |

ヴィルンスドルフでは、19世紀には住民の多くが福音主義であったが、1926年にプロテスタントが少数派になった。現在はヴィルンスドルフ集落ではカトリックが多いが、町境周辺の地域やいくつかの集落では福音主義が多数を占める。特にヴィルデンは長らくアムト・ブールバッハに属しており、現在でも福音主義が多い自由地の1つであった。

### 新しい統合自治体ヴィルンスドルフ
1969年1月1日に「ジーゲン郡の新設に関する法律」に基づき、それまでアムト・ネトフェンに属していたアンツハウゼン、フランマースバッハ、ゲルンスドルフ、ルーダースドルフと、アムト・ヴィルンスドルフに属していたニーダーディールフェン、オーバーディールフェン、オーベルスドルフ、リンスドルフ、ヴィルデン、ヴィルガースドルフ、ヴィルンスドルフが合併し、アムトに属さない新たな町ヴィルンスドルフが形成された。アムトは廃止された。アムト・ヴィルンスドルフの権限の継承者は新たな自治体ヴィルンスドルフであった。アイゼルンはこれ以前の1966年7月1日にすでにアムト・ヴィルンスドルフから脱退し、他の自治体とともに新たなアイザーフェルト市を形成していた。この街は1975年1月1日にジーゲンに合併した。
1971年から1978年に約 60 ha の土地が造成された。1971年からのレーンシャイト工業地域の開発によって約2000人分の新たな雇用が創出された。新しい住宅地も開発された: 1974年のホーエロート地区と1982年のアウフ・デム・ベルゲである。1976年に町は新しい町役場を建設して移転した。3年後、旧町役場庁舎は郵便局となった。1980年までにヴィルンスドルフは2倍の広さに拡大した。1981年、新旧町役場の間の新しいショッピングセンターに最初の店がオープンした。4年後、ここで、最初の週の市が開催された。1984年、連邦道 B54号線の2つの区間で拡張工事が行われた。これによって、ルーダースドルファー通りとアインジーデル通りとの交差点が新たに設けられた。かつてのクライの工場は1985年に祝祭ホールに改築された。この増築部分に町役場 II と図書館が入居している。
21世紀になっても多くの建築の改変がなされている。消防団は新たな消防署に移転した。増築部分には2003年/2004年に警察の派出所が設けられた。この派出所はノインキルヒェンからヴィルンスドルフに移転したもので、これによりアウトバーンの近くに位置することとなった。1997年/1998年に衣料品チェーンのブルーノ・クライネは新たな支店をヴィルンスドルフに開店した。2003年には新しい工業地域としてヴィルデン北・レーンシャイト IV 工業地域がオープンした。その2年後に、1979年から郵便局が入居していた旧町役場の拡張部分は、町の中心部にあるショッピングセンター拡張のための敷地を確保するために、周辺の空き家となった建物と一緒に解体された。ここにコントラ＝マルクト（現在は レーヴェ）の拡張部分と、オフィス、住居、診療所の複合体からなる新しい建物が建設された。この建物の間に駐車場が設けられている。

## 住民

### 人口推移
自治体成立以後のヴィルンスドルフの公式人口
| 年   | 人口（人） |
| ---- | ---------- |
| 1970 | 16,451     |
| 1975 | 17,689     |
| 1980 | 19,126     |
| 1985 | 19,689     |
| 1990 | 20.497     |

| 年   | 人口（人） |
| ---- | ---------- |
| 1995 | 21.630     |
| 2000 | 21.637     |
| 2005 | 21.405     |
| 2010 | 20.752     |
| 2015 | 20.512     |

### 宗教

#### 教会堂
ヴィルンスドルフ町内には10の教会堂と1つの礼拝堂がある。礼拝堂は福音主義のものである。10の教会のうち4つが福音主義、5つがカトリック、1つが共用の教会である。アンツハウゼンの礼拝堂が最も古い建物で、ヴィルデンの教会が最も新しい。ヴィルンスドルフの中心地区には2つの教会堂がある。

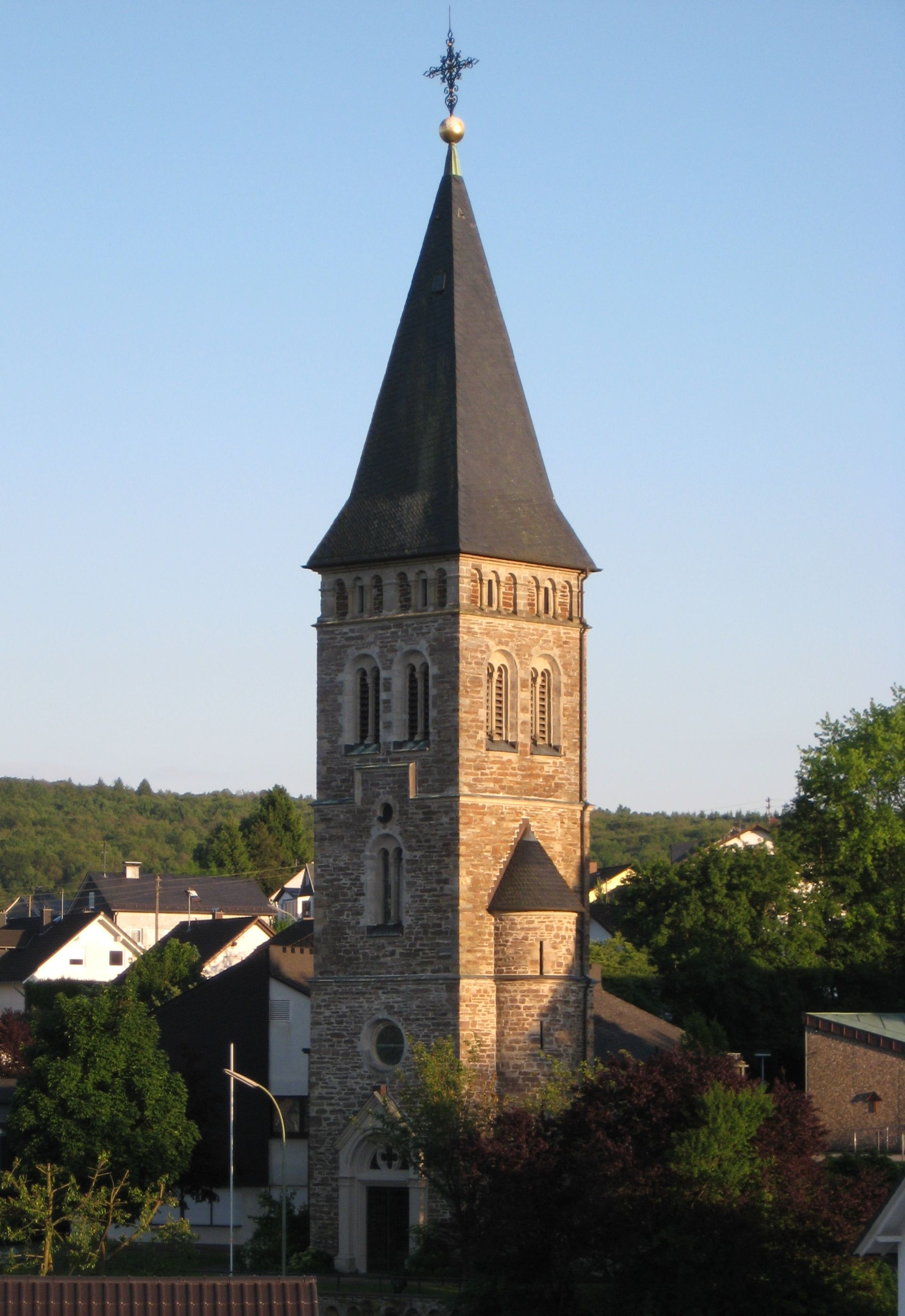
ヴィルンスドルフのカトリック教会

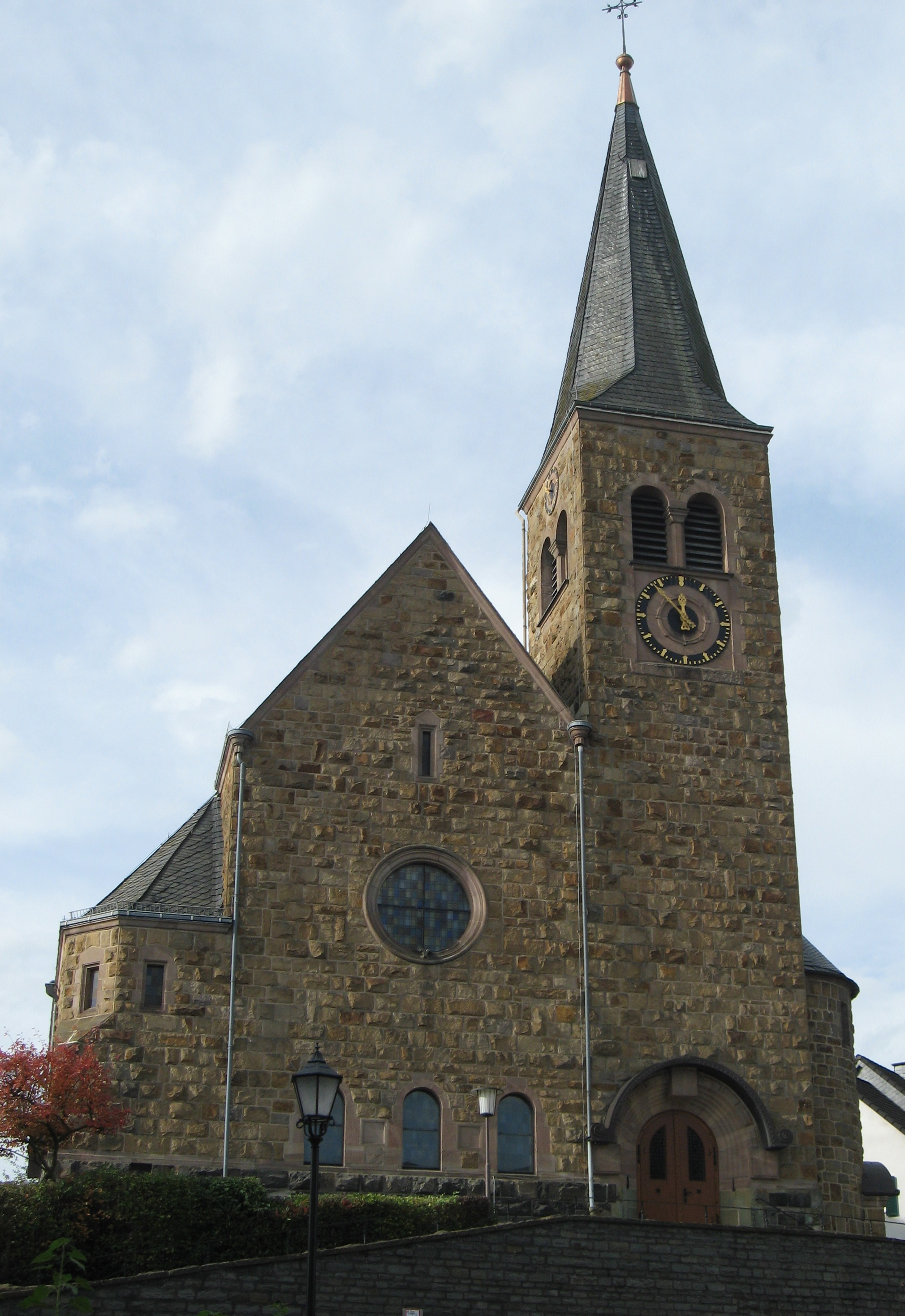
ヴィルンスドルフの福音主義教会

- ヴィルンスドルフのカトリック教会 聖マルティヌス教会
1850年代末にはすでに新しいカトリック教会堂建設の努力がなされていた。旧税関を改造した臨時教会は手狭になり、礼拝者を収容しきれなくなっていた。文化闘争の混乱の後、1880年に新たな計画推進がなされた。しかし新しい建物には、予想外に資金が必要であることが判明した。ヴィルンスドルフ住民はこのため会衆席を減らすことを決めた。1889年6月22日に礎石が据えられた。ロマネスク様式のこの建物は、大人用300席、子供用120席を備えた。バロック様式の主祭壇は二層構造で、大理石、アラバスター、凍石（ドイツ語版、英語版）で飾られている。北東側の教会塔（ドイツ語版、英語版）は高さ 36 m である。この教会は、1891年11月11日に聖マルティヌスに献堂された。第二次世界大戦後、人口増加によりこの教会は再び手狭となった。身廊の拡張は、貧弱な建物と湿った壁のため不可能であった。1972年に現在のカトリックの教会堂が完成した。古い教会の塔は保存され、1997年の修復後に保護文化財に指定された[46]。
- ヴィルンスドルフ福音主義教会
1892年にヴィルデンを教区に併合した後、ヴィルンスドルフの共用教会は信者数に対して手狭になっていた。1893年3月にこの教会は、礼拝に訪れた人を収容できるように改築された。その後1904年4月、拡張計画には賛同が得られず、グスタフ・ムッケが教会の新築計画を策定した。この案は1908年2月8日に採択された。資金調達がなされた後、1911年11月6日に鍬入れが行われた。同年12月には早くも壁の工事が始まった。1912年4月9日、古い教会の解体工事が始まった。この教会の教会塔は高さ 36 m、建物内には 540席が用意されている。1913年4月20日にこの教会堂は完成した。この教会堂は1977年に保護文化財に指定された[47]。
- ヴィルデン福音主義教会
ヴィルデンの福音主義教会は、1995年まで基礎課程学校が使っていた敷地に、2001年/02年に建設された。この教会は一部3階建てで、約170人を収容する。教会前の高さ 25 m の建物は、3つの鐘を有する鐘楼である[48]。この教会は14か月の工事の後、2002年12月1日に完成した[49]。
- ヴィルガースドルフ福音主義教会 
ヴィルガースドルフには、1967年から福音主義教会がある。この教会は、2000年に拡張工事が行われた。2階席を有する礼拝スペースは約 300人を収容できる[50]。
- ヴィルガースドルフのカトリック教会 聖ヨーゼフ教会
ヴィルガースドルフのカトリック聖ヨーゼフ教会は、1954年に建設された。この教会は2003年に内部の改修がなされた。
- レトゲン（オーベルスドルフ）の共用教会 洗礼者聖ヨハネ教会
「建築」の項参照
- ニーダーディールフェン福音主義 三位一体教会
現在の教会は1956年から1958年に青年の家として建設された。1995年2月に建物の拡張と修復が始まった。1996年に教会兼教団センターとしての改造が完了した。
- ニーダーディールフェンのカトリック教会 ヘルツ＝イェズ教会
19世紀の終わり頃、ニーダーディールフェンおよびオーバーディールフェンに独自のカトリック教会が必要となった。1902年8月31日に、ニーダーディールフェンでヘルツ＝イェズ教会の定礎がなされた。この教会堂は1903年11月5日に完成した。建設費は 53,000ドイツマルクであった。1914年1月には、この教会に初めて電灯が取り付けられた。1917年、戦時の混乱で教会の鐘が徴発され、鋳つぶされた。1959年に3つの鐘が再び設置された。1960年代初めに教会の拡張が必要となった。長堂を延長するために古い司祭館が取り壊された。1966年9月4日に増築のための礎石が置かれ、11月14日に上棟式が行われた。教会の拡張工事は1967年6月4日に完成した。これに続いて古い部分の改修工事が行われた[51]。
- ルーダースドルフのカトリック教会 聖ラウレンティウス教会
1896年にルーダースドルフに教会支部組織が創設されて以後、自前の教会建設のための資金集めが始まった。1903年から1909年までの間に住民たちはグラヴァッケ採石場から教会建築のための建設資材を調達した。建物は、建築家ヨハン・フランツ・クロンプの設計に基づきネオゴシック様式で建設され、1921年にこの教会は聖ラウレンティウス教会に献堂された。この建物は、身廊と2つの側廊からなっており、これらは太い円柱列によって分離されている。天井は、急勾配の交差リブ・ヴォールトで支えられている。1932年に鐘を十分に支えきれなかった教会塔が新しく建て替えられた。1973年に教会は近代的な様式で増築された。2001年、教会塔に3つの時計が設置された。4つの青銅製の鐘が1978年、教皇ヨハネ・パウロ1世の短い在位中に鋳造されたものである[52]。
- ゲルンスドルフのカトリック教会 福音記者聖ヨハネ教会
ゲルンスドルフの福音記者聖ヨハネ教会の建設工事は1948年4月24日に始まった。掘削・基礎工事を終え、定礎がなされたのは1949年4月18日であった。1951年6月10日にこの教会は完成した。この教会は2009年に修復された[53]。
- アンツハウゼン福音主義礼拝堂
アンツハウゼンの福音主義礼拝堂は、1738年にカトリックと改革派の両教会組織が共同で建設した。この共有建造物の広間には、聖アントニウスの絵が描かれており、祭壇、テーブル、講壇が設けられている。1687年に結婚によりアンツハウゼンを手に入れたルーダースドルフのコンラート・ハインツェは、ネトフェンでの密約と引き替えにオークの主祭壇を製作していた。ここから数十年にわたる宗派間の紛争に発展した。1758年にナッサウ＝ジーゲン行政府の監督官に就任した福音主義の牧師、フェルンドルフのヨハン・ハインリヒ・アーヒェンバッハはこの紛争に対し調停を働きかけた。ディレンブルクの役員会も1809年に紛争解決に失敗した。
19世紀半ばにアンツハウゼンの礼拝堂所有者による政治団体が結成された。110年後の1956年、改修された建物がレトゲン福音主義教会に寄贈された。
- ジーガーラント・アウトバーン教会
連邦アウトバーン 45号線沿いのアウトバーン教会。2013年5月26日に完成した新しい建物である[54]。

## 行政

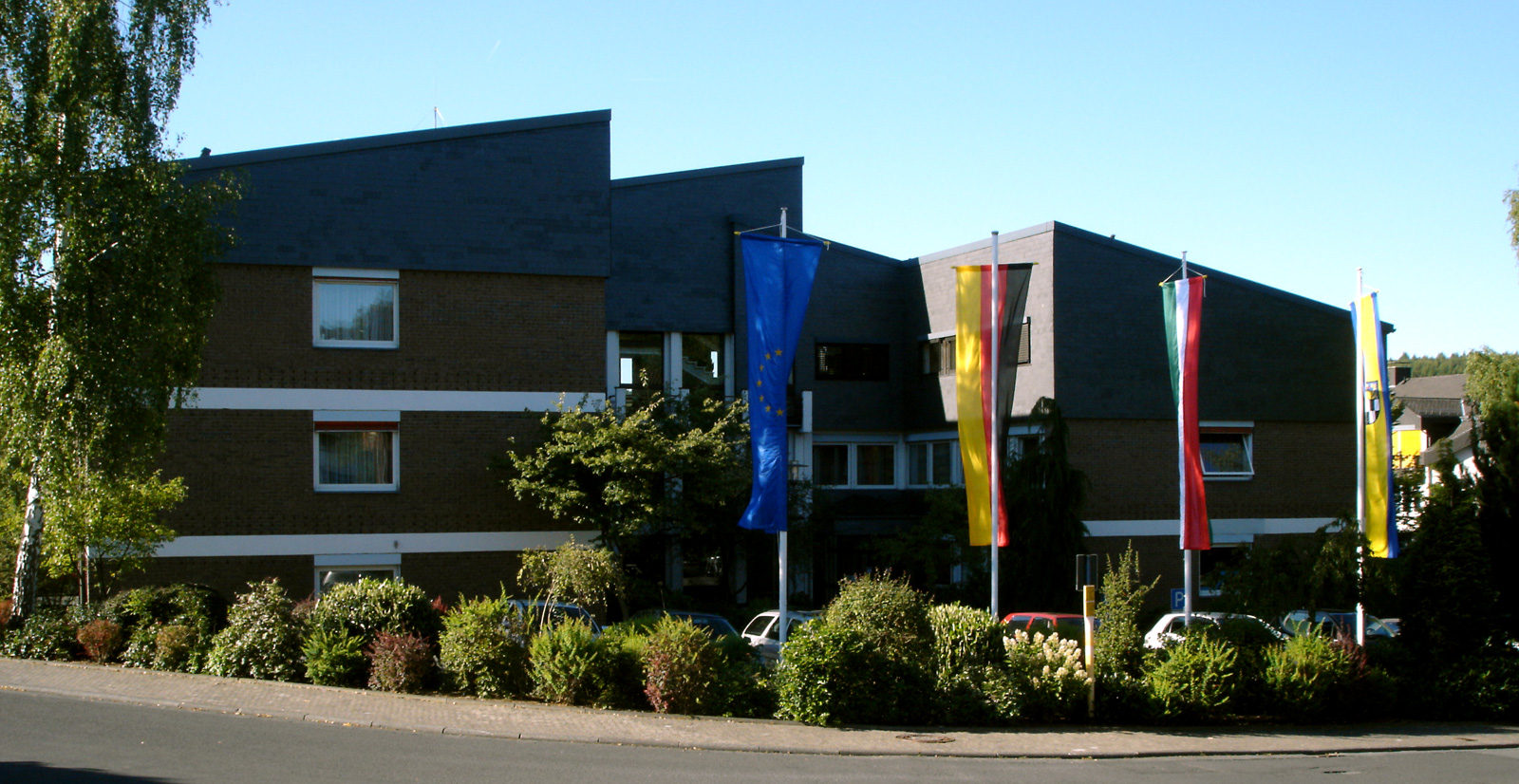
ヴィルンスドルフの町役場

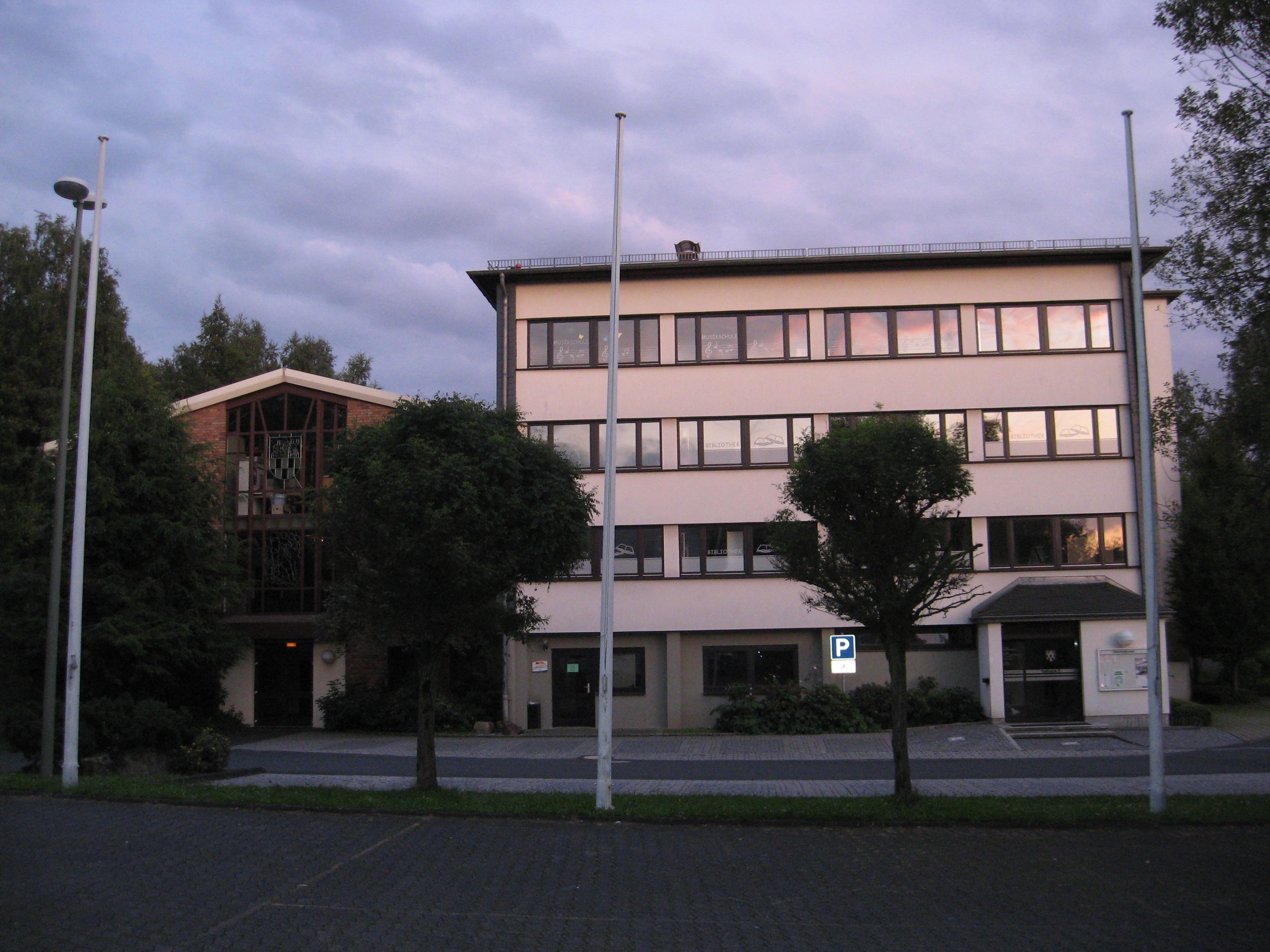
ヴィルンスドルフの町役場 II

ヴィルンスドルフの町役場は現在の集落の中心に位置している。その北側はショッピングセンターの建物に囲まれており、それは西側部分にまで及ぶ。南東には祝祭ホールとヴィルンスドルフ博物館がある。大規模な地域再編前の1964年に行われた町役場の拡張工事後もアムト・ヴィルンスドルフの行政は2つの古い建物で執務されており、さらなる拡張工事が必要であった。1969年の地域再編と、11地区からなるヴィルンスドルフ町の形成により、町役場のスペースが狭く、必要な機能を果たせなくなった。このため町は計画を策定した。1975年末、景気後退の徴候により、連邦や州からの 80 % の補助金で新しい町役場を建設するチャンスが訪れた。建設は1976年に始まり、11か月の工期を擁した。

### 町役場
ヴィルンスドルフの町議会は、2014年の町議会選挙後 34議席で構成されている。

### 首長
1997年まで、ヴィルンスドルフには専任の町長の替わりにゲマインデディレクター (ドイツ語: Gemeindedirektor、事務総長) がいた。この役職は、行政の長であり、自治体のあらゆる法的事項・運営事項の代表者であった。この職にあたる者は、その職責にふさわしい専門知識を有し、業務を遂行するに十分な経験を有していなければならなかった。この役職者は、町議会によって8年ごとに選出されるが、その人物自身が町議会議員である必要はなかった。
これに対して当時の町長 (ドイツ語: Bürgermeister) は、町議会議員の中から選出され、議員としての任期である5年ごとに改選された。町長は町議会議員でなければならなかった。他の町会議員と同様に町長は兼任であり、議員業務の他に通常の仕事を有しているのが一般的であった。町長としての業務は、町議会および主要委員会の議長と、議会の政治的式典があった。
1994年にノルトライン＝ヴェストファーレン州の立法機関によって決定された地方自治体組織の変更に関する法律によって、それまでの2頭体制は遅くとも1999年の市町村議会選挙までに解消すること、市町村長の機能は住民の直接選挙で選出される1人の人物（専任市町村長）が担うこととなった。ヴィルンスドルフでは1997年にこれが実施された。
- 1969年 - 1997年の町長
  - 1969年 - 1977年: ヴィルヘルム C. モース (CDU)
  - 1977年 - 1997年: エルマー・シュナイダー (CDU)
- ゲマインデディレクターおよび専任町長
  - 1969年 - 2004年: カール・シュミット (CDU)
  - 2004年 - 2009年: ヴェルナー・ビューデンベンター (CDU)
  - 2009年 - 2020年: クリスタ・シュップラー（無所属、CDU推薦）
  - 2020年から: ヘネス・ギーゼラー（SPD、SPD, Grünen および BfW/FDP推薦）[57]

### 紋章
紋章は、1937年8月17日に認可されたもので、1969年まではアムト・ヴィルンスドルフの紋章であった。自治体再編の際に合併後の新たなヴィルンスドルフの紋章として受け容れられた。旧ヴィルンスドルフ町の紋章は1939年7月31日に認可されたが、1969年に公的な使用権が失われた。
図柄: 上下二分割。上部は青地で7枚の金色（黄色）の小四角形がちりばめられている。そこに赤い爪と舌で威嚇する金の獅子が中央線から半身を現している。下部はさらに銀地（白地）とセーブル (紋章学)黒地に上下二分割され、色が反転した柱が2本描かれている。
町の紋章の上部はナッサウの獅子である。青と金はナッサウ家の色を象徴している、下部はコルベ騎士家の紋章から採られた。

### 姉妹自治体
- シュタインバッハ＝ハレンベルク（ドイツ語版、英語版）（ドイツ、テューリンゲン州）1992年10月2日[60]

## 文化と見所

### 博物館と文化財

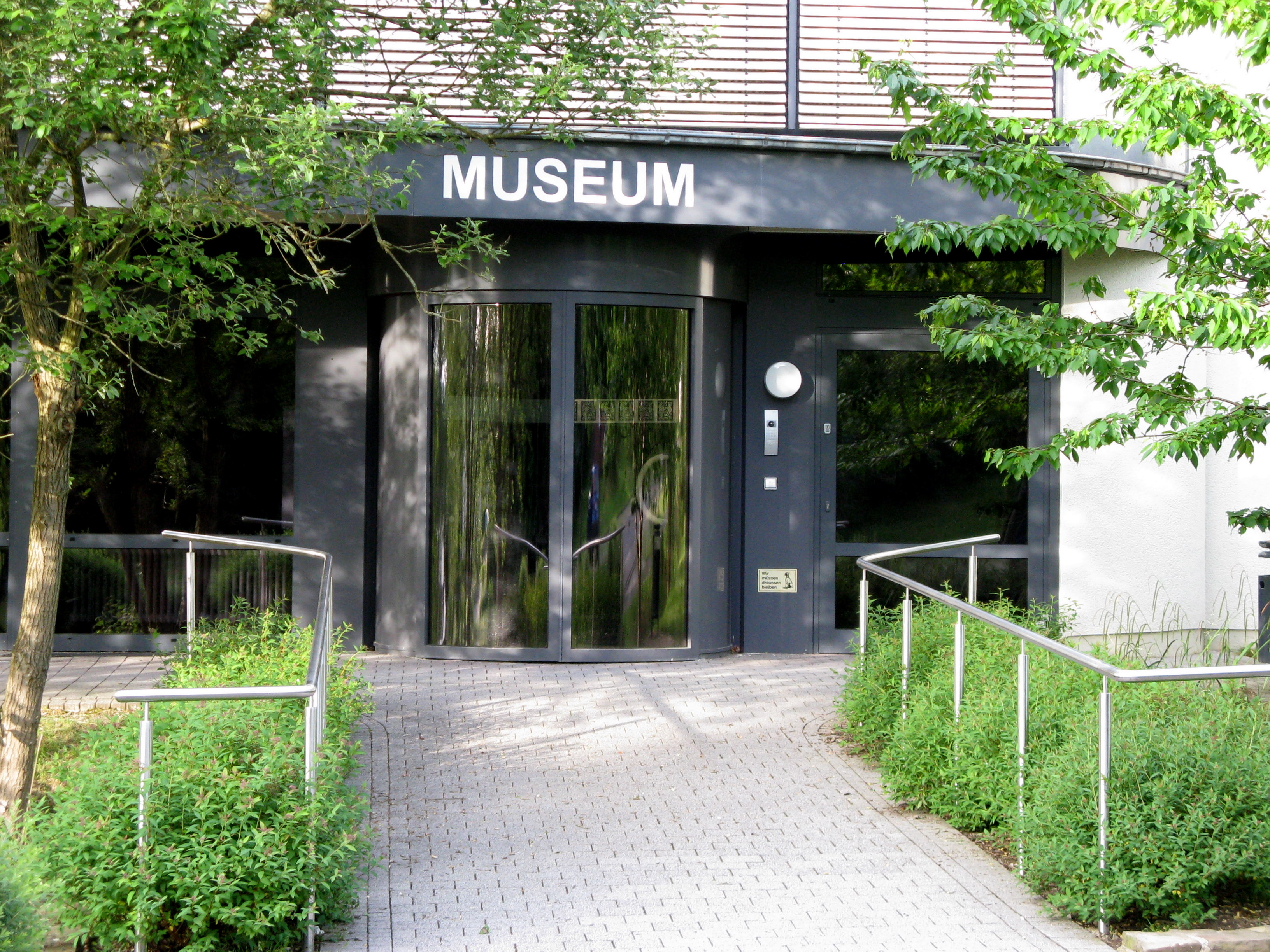
ヴィルンスドルフ博物館の入り口

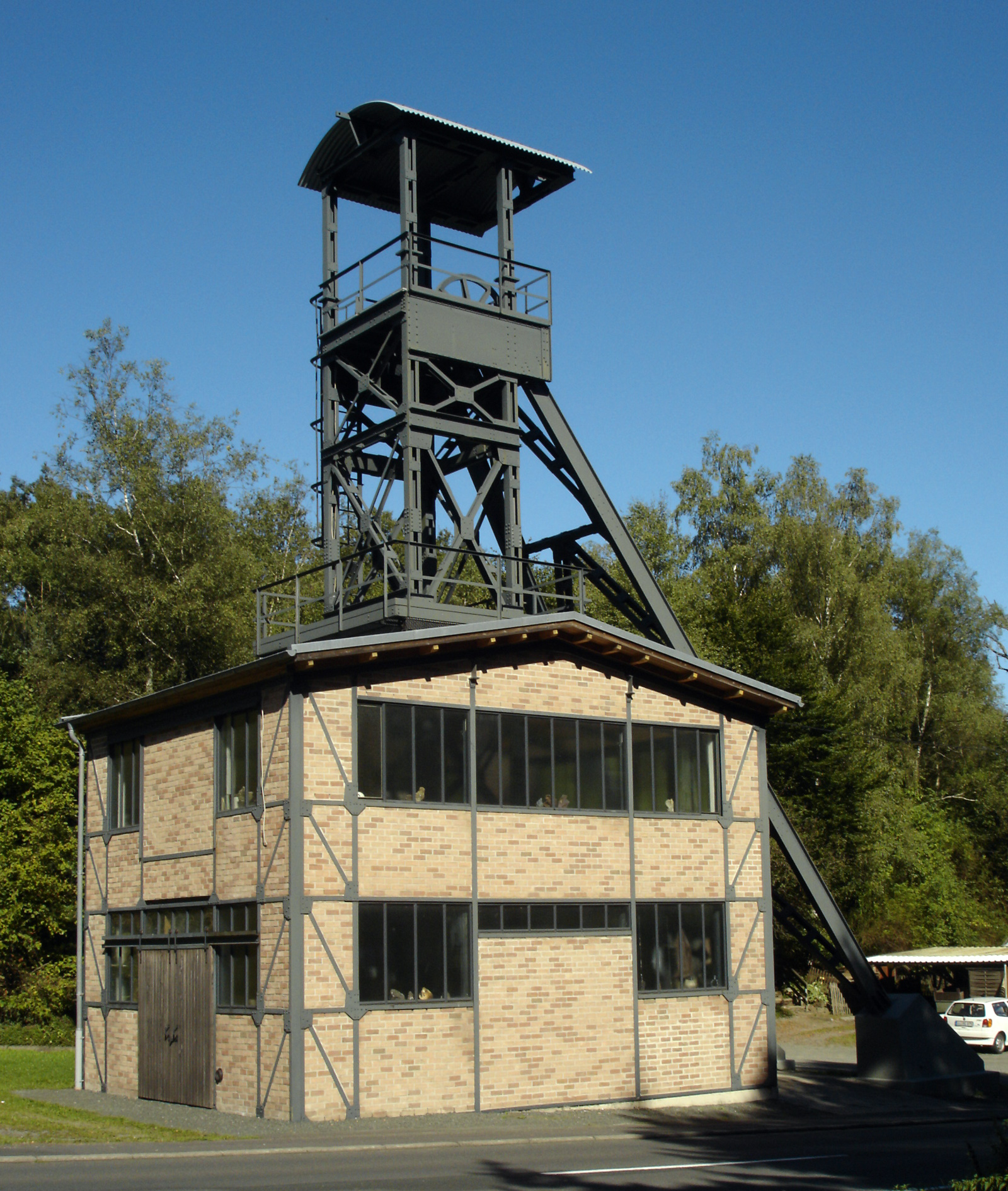
グリムベルク鉱山の巻上げ機

- ヴィルンスドルフ博物館
町役場の近くにヴィルンスドルフ博物館がある。この博物館は民俗学博物館と文化史遭遇館からなっている。民俗学博物館は1993年に開館した。2つのフロアに、20世紀初頭のジーガーラント（ドイツ語版、英語版）南部における生活や労働に関して多くのリアルな展示を行っている。また、別の展示はジーガーラントの鉱業の時代を印象づける。自然文化の部屋は、ジーガーラントの昆虫や植物情報を提供している。文化史遭遇館は、地質学から石器時代や古代の高度文化を経て中世や近世に至る「歴史旅行」を可能にしている。入れ替えの特別展示が、多彩さを深め、広げている[61]。
- リンスドルフ郷土室
1791年に建設されたリンスドルフ地区の旧礼拝堂学校に、鉱業史やジーガーラントの手工芸文化に関する資料や道具が展示されている。さらに原型に忠実に再現された19世紀の教室や、安全灯、鉱物コレクション、農業や採鉱の道具も展示されている。この建物の前には、坑夫の像と坑内列車がある。この他に、リンスドルフの歴史的・文化的発展についても紹介している。増築部分では数多くの農機具が見られる[62]。
- ニーダーディールフェン巻上げ機
ニーダーディールフェンのグリムベルク鉱山ユリアーンス坑の巻上げ機（ドイツ語版、英語版）は、1911年、稼働停止後に取り壊された。1995年、この鉱山敷地内にベンスベルクにあった巻上げ機が建設された[63]。これはこの地域における鉄鉱石採掘および鉄の精錬2500周年を記念したものであった。高さ 16 m でシャフト室をもつこの塔は、元々この地域にあったものではないにもかかわらず、ジーガーラントの巻上げ機の典型的な姿を示している。塔の周辺と内部にはジーガーラントの鉄鉱石採掘の資料や歴史が示されている[64]。
- リーゼルヴィーゼ・リンスドルフ
リンスドルフ地区の州道 L907号線沿いに、1996年に造られたリーゼルヴィーゼ（牧草地）がある。鉄の精錬に重要な木炭製造のための原料保護としてジーガーラントでは森林を伐採して開墾することが許されていなかった。このため家畜の飼料を得るための草場が不足した。こうした理由から、谷に形成されたわずかな草地は、水に含まれる懸濁物質やミネラルによって収穫量を上げるために、1534年からジーガーラントの農民たちによって複雑なシステムで灌漑された。これにより冬の資料の収穫量は約 1/3増加した。1853年にジーゲンに設立された「ヴィーゼンバウシューレ」（直訳すると「牧草地建設学校」、現在のジーゲン大学の前身である）によってジーガーラントの牧草地建設は世界的に知られることとなった。その後化学肥料や排水技術の発展により、牧草地建設の、ひいてはリーゼルヴィーゼンの重要性は失われた[65]。

### 建築

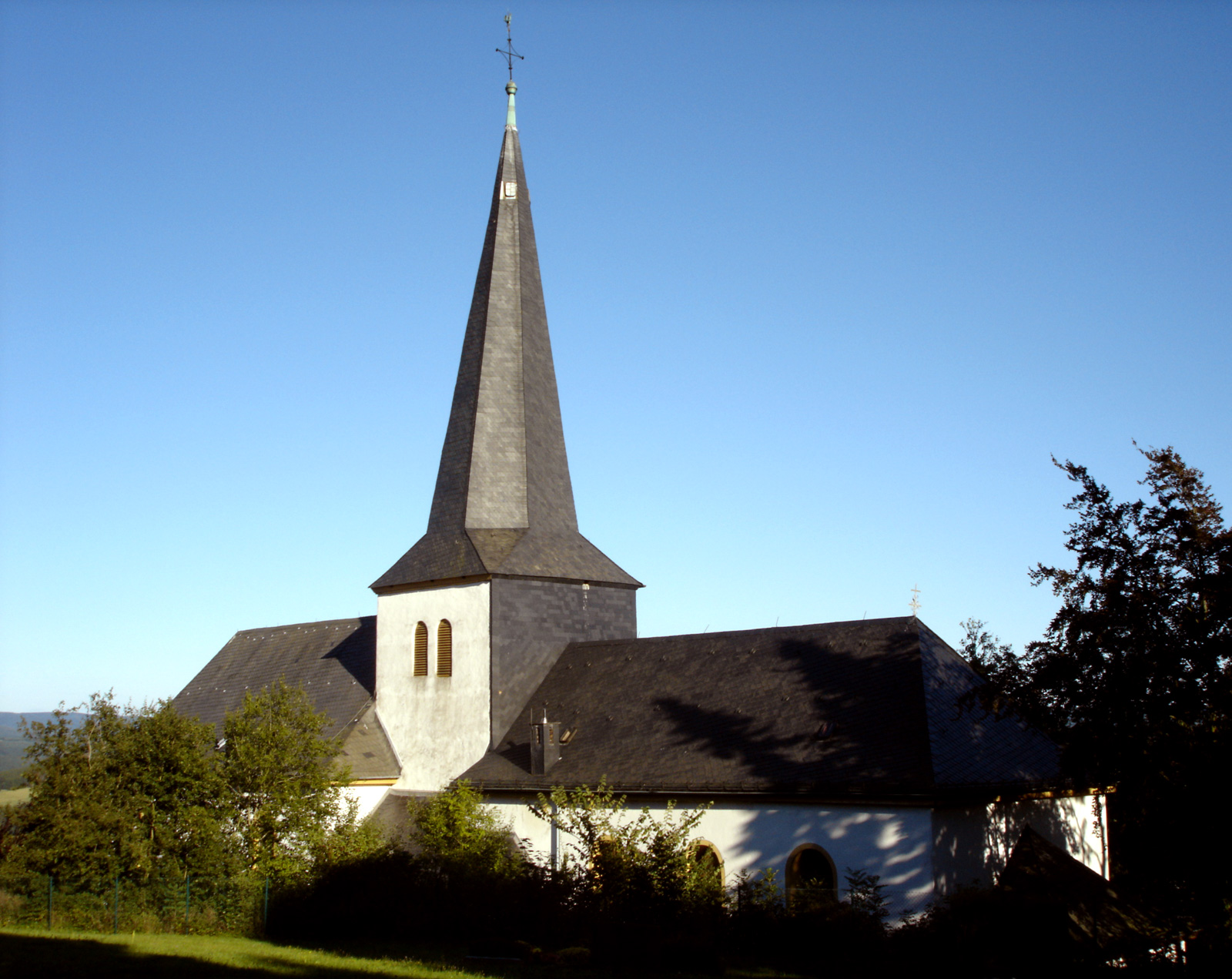
レトゲンの教区教会

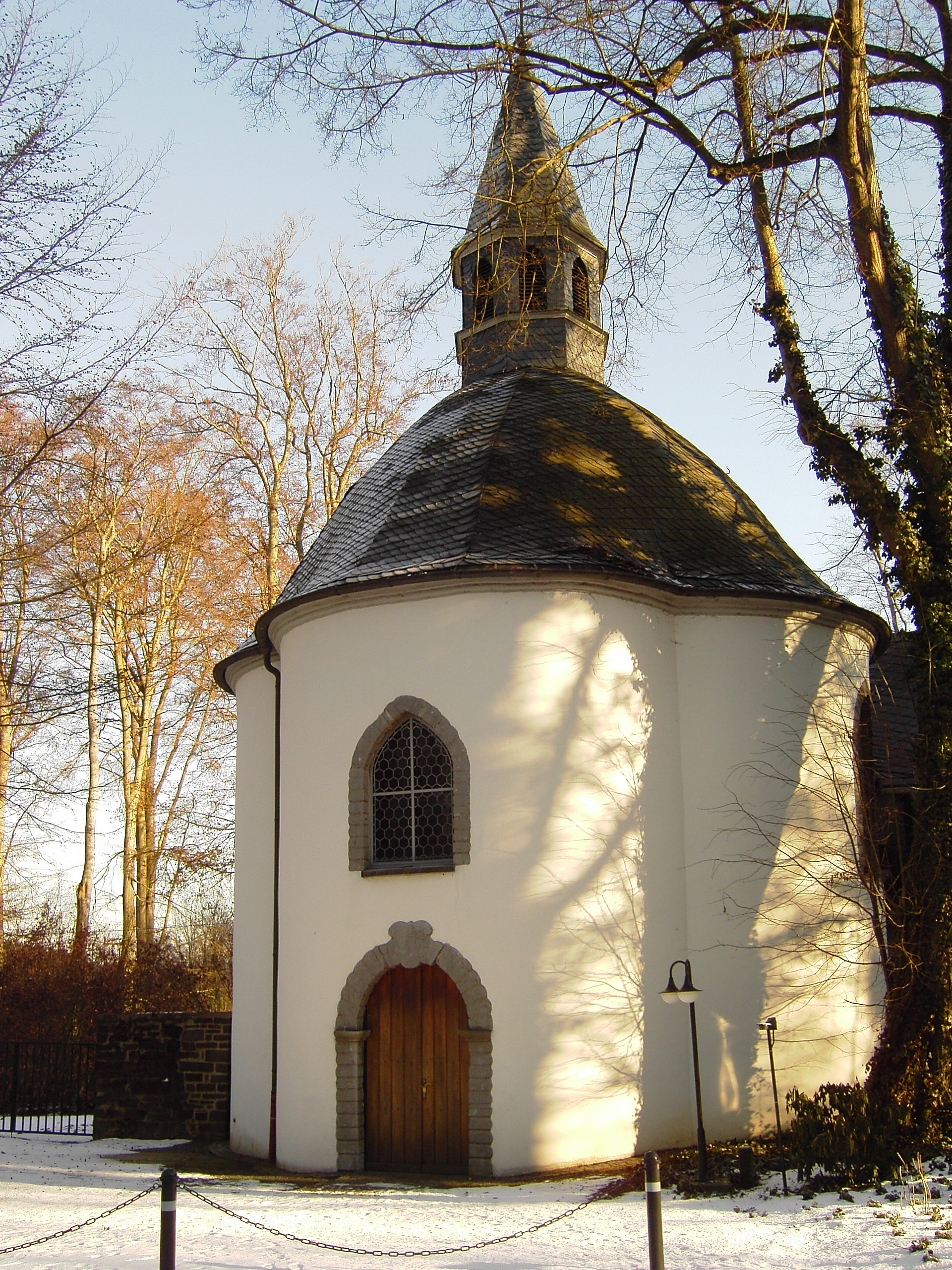
巡礼地エレミタージェ

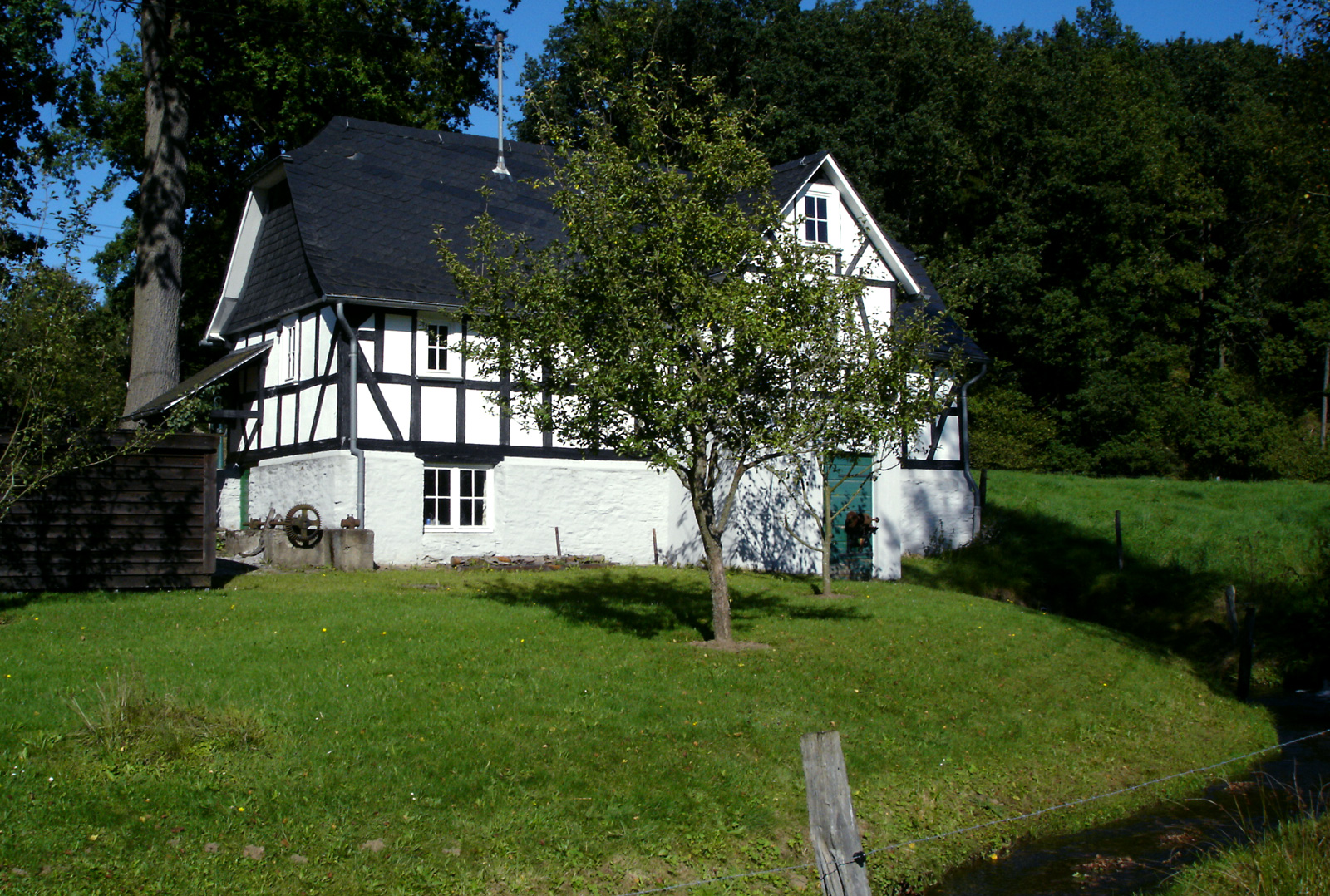
ニーダーデルフェンの水車小屋

- レトゲン教区教会
レトゲン（オーベルスドルフ）の教区教会は1328年3月4日に初めて文献に記録されている。古い教会は1778年に老朽化のために取り壊され、1779年から1782年に現在の形で再建された。カトリックとプロテスタントとの争いによって、1787年/88年に塔の西側に新しい教会が建設された。このため教会塔が建物の中央にあり、両宗派の共用が可能となった。教会塔自体はロマネスク時代の基礎の上に建っている。塔には、1765年のラテン語による銘板が取り付けられている。グロッケンシュピールは3つの鐘で構成されている。最も古い鐘は1515年製で「マリア」と名付けられており、重さは約 300 kg である。2番目は聖マルティンに献げられた鐘で、1924年製、重さ約 500 kg である。1959年製の最も新しい鐘は、重さ 723 kg で、名前はつけられていない。古い側の福音主義教会の建物は、長さ 23 m、幅約 13 m である。この建物は、端が丸い狭くて高い窓が特徴である。1680年に造られ、1782年に取り付けられたオルガンは、1899年に新しいオルガンに交換された。このレーファー＝オルガンはヴェストファーレンでは希なものである[66][51]。
- エレミタージェ
巡礼地エレミタージェは、オーベルスドルフの北、ニーダーディールフェンの西、連邦道 B54号線（ドイツ語版、英語版）沿いに位置しており、1684年に建設された。礼拝堂、隠修士の墓がある聖人の祠、十字架の道行き、森の祭壇、隠修士の庵が巡礼地となっている。礼拝堂内には1736年製の祭壇がある。庵はジーガーラントで最も古い木組み建築の1つである。巡礼地エレミタージェは1953年のクラリス修道会（ドイツ語版、英語版）の修道院設立によって拡張された。1933年からカリタスの家（慈善施設）は、ジーゲン＝ヴィトゲンシュタイン郡の認知症患者を介護する家族の訓練施設として利用されている[67]。
- ヴィルンスドルフ福音主義教会
ヴィルンスドルフの福音主義教会は1911年から1913年に、ヴィルンスドルフ城の基礎壁の上に建設された。この教会は約 600人を収容できる。建築家グスタフ・ムッケがこの新しい教会の設計を行った。そのプランは1908年2月8日に承認された。資金調達がなされた後、1911年11月6日に鍬入れがなされた。早くも12月には最初の石が固定された。1912年4月9日に古い教会の解体が始まった。教会塔は高さ 36 m である。他の多くの教会とは異なり、この塔は教会の裏側にある。1913年4月20日に教会は完成した。前部の左の側壁にはヴィルンスドルフ家の紋章とシンボルが、右の側壁には燃える塔と1233という年号が描かれている。後者はこの年に破壊されたヴィルンスドルフの歴史を記念したものである。この教会は1977年に保護文化財に指定された[47]。2009年から2010年に改修がなされ、新しい暖房施設が設けられた。
- ヴィルンスドルフの監獄
1837年から1839年に建設された監獄は、19世紀の政治活動の一例である。当時としては珍しく、屋根は藁葺きではなくスレート葺きで造られた。この監獄はアムト・ヴィルンスドルフ全域に利用された。2つの部屋のうち1つから囚人が脱獄したため、1927年にコンクリート製の屋根に改築された。この建物は1959年9月まで監獄として使われた。1988年に改修され、ヴィルンスドルフの文化財リストに登録された。この建物は見学することができ、当時の刑罰について知ることができる[68]。
- ヴィルデンの村の鍛冶屋
19世紀の中頃からあるヴィルデンの鍛冶屋は地区の郷土協会の尽力によりほぼ完全に保存されており、特別な機会に訪れることができる。この鍛冶屋は1960年代まで稼働していた。元はオーバーヴィルデンのケーラーヴェークにあった。ここでは、農業、飼料生産、鉱業用の道具が製造、修理、研磨されていた。1980年代までは散発的に仕事が行われていた。この鍛冶屋は1984年にヴィルデンの集落の中心部（ミッテルヴィルデン）に移築された[69]。
- ニーダーディールフェン水車
ニーダーディールフェンのフィルスバッハの小さな谷にある水車は18世紀前半に建設され、1992年/93年に可動状態に修復されており、年に数回稼働している。一部に鍛造部分を含む一部鋳鉄製の水車の駆動装置は完全に保存されている。精確な建設時期は判っていない。文献上この水車は18世紀前半に現れるが、地元の言い伝えでは1729年にまで遡る[70]。
- オーベルスドルフの鉄器時代の溶鉱炉
複雑な採掘手順なしに得られる、表土近くで産出する鉄鉱石により、ジーガーラントにおける鉄の精錬は紀元前500年のラ＝テーヌ時代にまで遡る。オーベルスドルフ近郊ジルバークヴェレの近くにあるホムブルクに位置する鉄器時代の風炉がこれを証明している。これはオリジナルに忠実に復元され、ガラス張りの小さな小屋に収められている[71]。

- ヴィルンスドルフの監獄
- ヴィルデンの鍛冶屋

### 文化財
ヴィルンスドルフ町の文化財リストには61件が登録されている。このうち57件が建築文化財、3件が地質文化財、1件が可動文化財である。39件が個人所有、9件が教会の所有、10件が町の所有、2件が州の所有、1件が連邦所有である。

### 音楽と演劇
1976年、ヴィルンスドルフに青年音楽学校が設けられた。ここには12種類の様々な楽器や歌唱を学ぶ約 350人の学生が在籍している。11の地区内には、8つの CVJM 金管アンサンブルやその他の音楽クラブ、合唱団、歌唱クラブがある。
ヴィルンスドルフは、ギムナジウムの講堂やフォーラム。ヴィルンスドルフ祝祭ホール、いくつかの公民館で、町、学校、あるいはその他の機関による音楽や演劇の公演が行われている。
2008年10月から演劇クラブ「ディー・ライエン」e.V. がヴィルンスドルフを本拠地としている。

### スポーツ

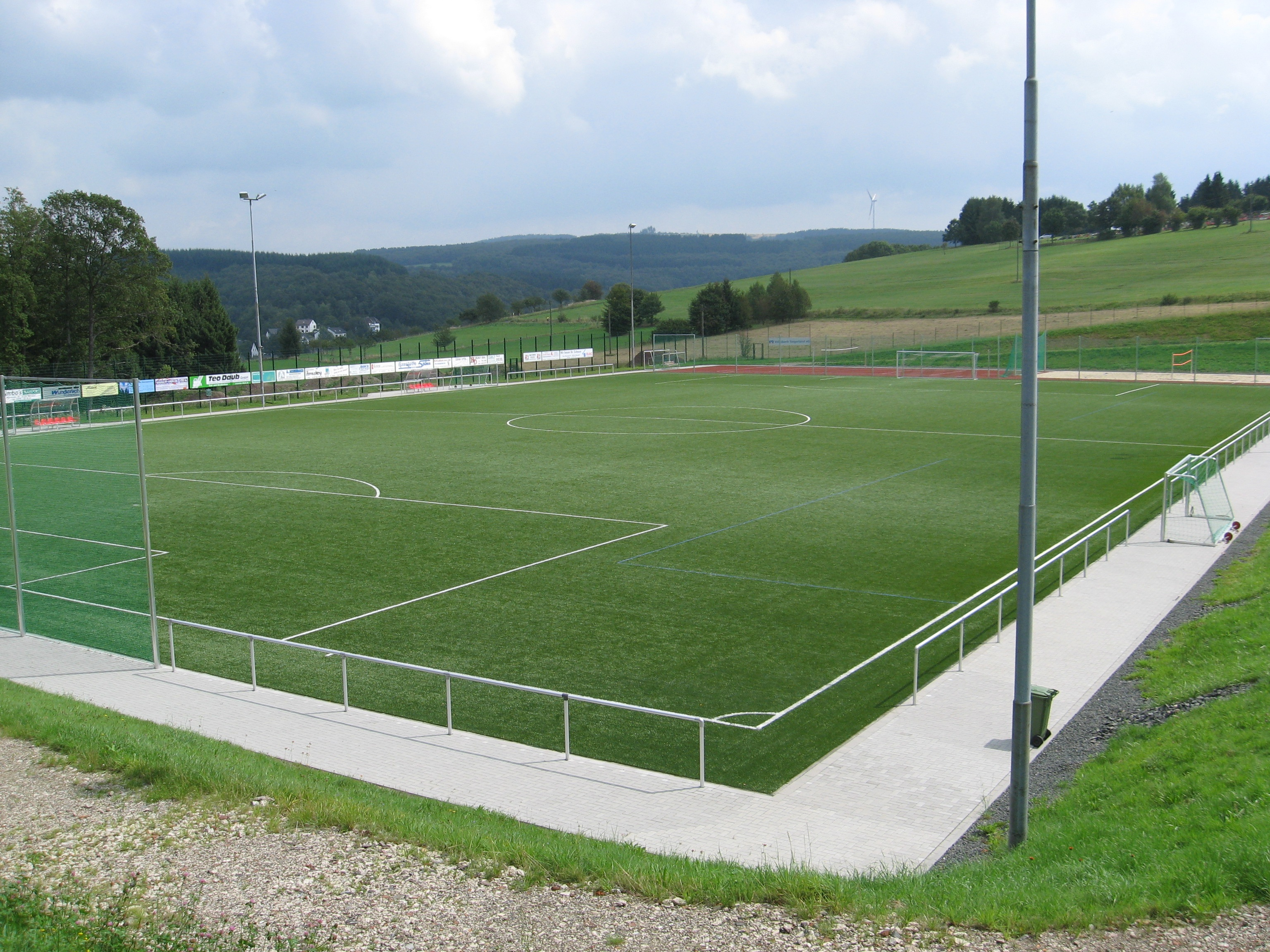
2008年から2009年に改修がなされたヴィルデンのスポーツグラウンド

11地区すべてに運動場がある。2008年からすべて改修がなされ、人工芝と小さな遊戯広場が設けられた。体育館は、フランマースバッハおよびゲルンスドルフ以外を除くすべての地区にある。ボルツ場はすべての地区に用意されている。さらにバレーボールコート 3か所、テニスクラブ 2か所、乗馬場 2か所がある。1980年に建設されたヴィルンスドルフのヘーヴェルトヒェン・レジャーパークはサウナやバレーボール、テニス、スカッシュのコートを備えたフィットネス・センターである。歩行者専用橋で州道 L722号線を越えてギムナジウムとつながっている運動場は1977年から設けられており、2007年に改修された。ヴィルンスドルフにはヴィルンスドルフ堰近くのカルトアイヒェにもう1つ運動場がある。
ヴィルンスドルフ町スポーツクラブ連合 (GSV) には40以上のクラブが加盟しており、延べ700人の会員が所属している。ほぼ各地区に固有のスポーツクラブがあり、いくつかは地区を超えて活動している。最も有名なのが TuS ヴィルンスドルフ＝ヴィルガースドルフである。このクラブは、1910年に創設された VfB ヴィルンスドルフと TuS ヴィルガースドルフが、1970年6月20日に合併して成立した。VfBヴィルンスドルフと同様に、他の地区にも第一次世界大戦前からスポーツ・体操クラブが存在していた。たとえば、フランマースバッハ、アンツハウゼン、ヴィルデンなどである。

### 年中行事

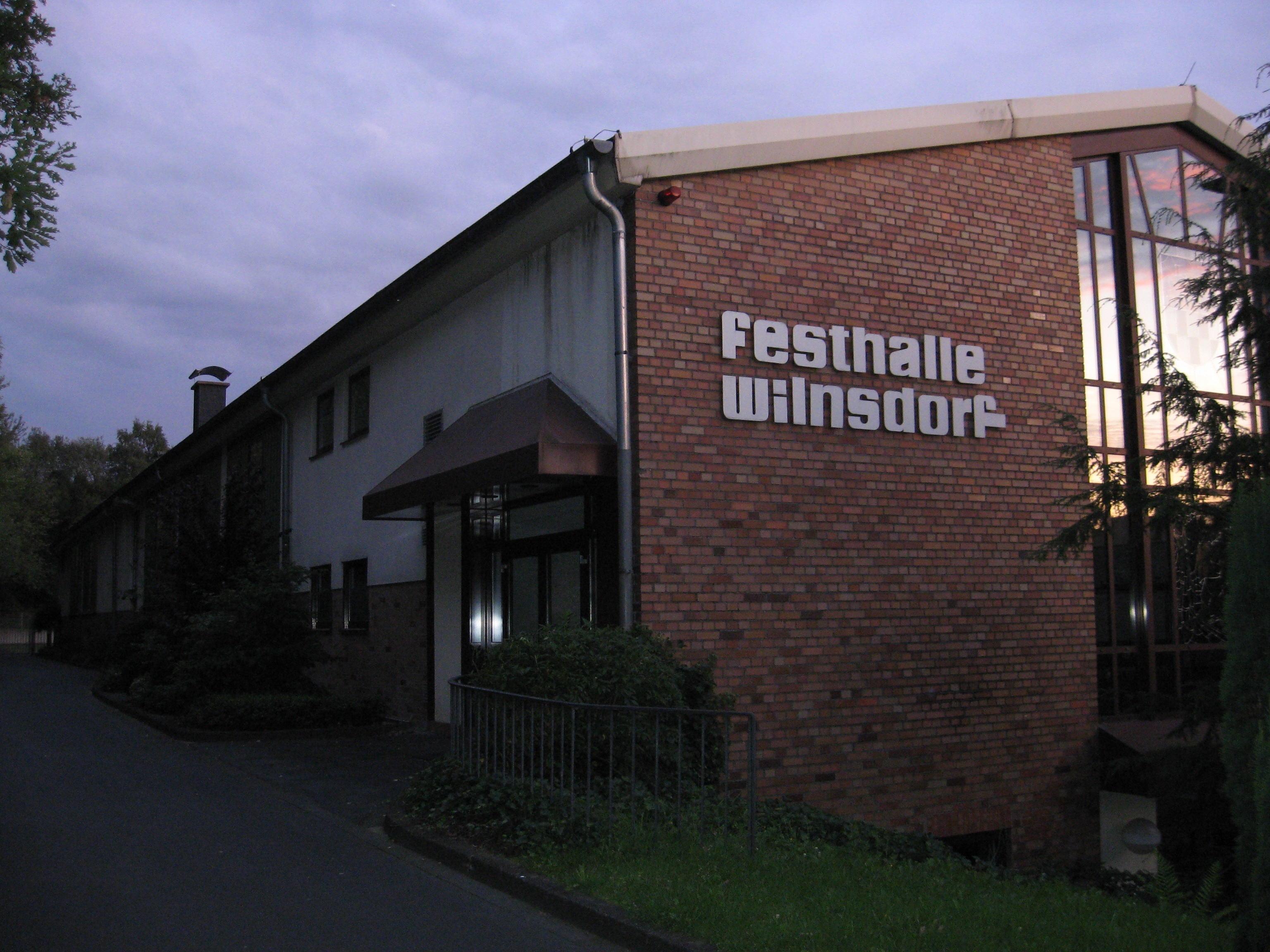
ヴィルンスドルフ祝祭ホール

祝祭ホール、ヴィルンスドルフ博物館、ルーダースドルフの郷土館では、定期的に、展示会、即売会、（映画）上演会が開催されている。たとえば、鉱業・鉱物即売会や模型工作即売会などである。ヴィルンスドルフ・ギムナジウムの講堂やフォーラムでは、演奏会や演劇公演が行われる。ヴィルンスドルフでは、1985年3月から水曜日に週の市が開かれている。ヴィルンスドルフ自然・農家市、市場祭、ノミの市が定期的に開催される。夏にはヴィルンスドルフのブルーノ・クライネ駐車場で教会祭が行われている。1993年から毎年9月にヴィルデンの運動場の高台でヴィルンスドルフのドラゴン祭が開かれる。2009年には約3,000人がこの祭に訪れた。5月1日にはヴィルデン釣りクラブがランデスクローナー池に招待する。キリスト昇天祭には、VfB ヴィルデンがストリートサッカー大会を開催する。
ヴィルンスドルフの祝祭ホールは、当時のクライ社の建て替えに基づき、1985年に建設された。ホールは 540 m2、多目的スペースは 109 m2 の広さがある。700席まで設置可能なホールにはステージが設けられている。2009年には、113のイベントが祝祭ホールで開催された。すべての地区に、イベントや祝祭に用いることができる公民館または多目的ホールがある。

## 経済と社会資本

### 工業
1990年代にアウトバーンが建設されて以後、ヴィルンスドルフの職場数は約2000人分増え、4000人ほどになった。この町の工業用地の面積は約 172 ha である。最大のレーンシャイト工業地区は、ヴィルンスドルフとリンスドルフとの間のヘッケンバッハタールにあり、インターチェンジでアウトバーン 45号線に接続している。ヘッケンバッハ川はこのために流路を変更された。

#### 工業地区
ヴィルンスドルフには以下の工業地区がある:
| 工業地区                                 | 位置                                   | 面積     | 備考                               |
| ---------------------------------------- | -------------------------------------- | -------- | ---------------------------------- |
| レーンシャイト I - V                     | ヴィルンスドルフとリンスドルフとの間   | 約 83 ha | 1971年 / 72年に開発                |
| レーンシャイト VI / ヴィルデン北         | ヴィルンスドルフとヴィルデンとの間     | 約 20 ha | 2004年 / 05年に開発                |
| クラバッハ＝ミューレングラーベン         | アンツハウゼンとフラマースバッハとの間 | 約 20 ha |                                    |
| アウフ・デア・シュトルト                 | アンツハウゼンとルーダースドルフとの間 | 約 17 ha | アンツホイザー・ミューレと呼ばれる |
| インドゥストリーシュトラーセ（工業通り） | ニーダーディールフェン                 | 約 17 ha |                                    |
| バウテンベルク                           | ヴィルデン                             | 約 6 ha  | かつては鉱山であった               |
| ランデスクローネ I, II                   | ヴィルデン                             | 約 9 ha  |                                    |

#### 企業
約100人を雇用するヴィルンスドルフの町で最大の雇用主ジーゲニア＝アウビの本社はニーダーディールフェンにある。

### 交通
ヴィルンスドルフは地元のインターチェンジでアウトバーン 45号線（ザウアーラント線）に接続している。ヴィルンスドルフが位置する区間は1967年に開通した。2005年9月にこれに隣接して、レーンシャイト VI / ヴィルデン北工業地区内に、ガソリンスタンド、ホテル、多くのレストランを含むアウトホーフ（特に長距離トラック用のパーキング、サービスエリア）がオープンした。
ヴィルンスドルフは連邦道 B54号線沿いに位置している。この通りは、町域内を南から北西に走っており、オーベルスドルフの北側からこの町を離れる。1976年にコースが変更された。それまでこの通りは、ヴィルンスドルフからオーバーヴィルデンやギルスバッハを経由してブールバッハへ向かっていたが、ガムバッハ経由でリッペ方面へ向かうこととなった。ヴィルンスドルフ - ブールバッハ間は州道 L723号線となった。現行の B54号線は、カルトアイヒェを越え（旧 B277号線）、ヴュルゲンドルフの東をリッペ方面に向かう。1982年に、アルツハウゼンやルーダースドルフとヴィルンスドルフ地区との交通の便が良くなるよう、州道 L722号線のアルツホイザー・ミューレまでの区間が拡充された。L722号線も町内を貫いている。この道路沿いにヴィルデン、ヴィルンスドルフ、ルーダースドルフ、ゲルンスドルフの各地区がある。
公共近郊交通は、ヴェストファーレン南交通会社とルール＝ジーク・バス交通(BRS) のバスが運行している。R12号線（ヴィルンスドルフ - ニーダーディールフェン - ジーゲン）、R13号線（ヴィルガースドルフ - ルーダースドルフ - ニーダーディールフェン - ジーゲン）、R15号線（ノインキルヒェン - ヴィルデン - ヴィルンスドルフ - リンスドルフ - アイゼルン - ジーゲン）がその主要路線である。さらにジーゲンからヴィルンスドルフへの夜行バスもある。

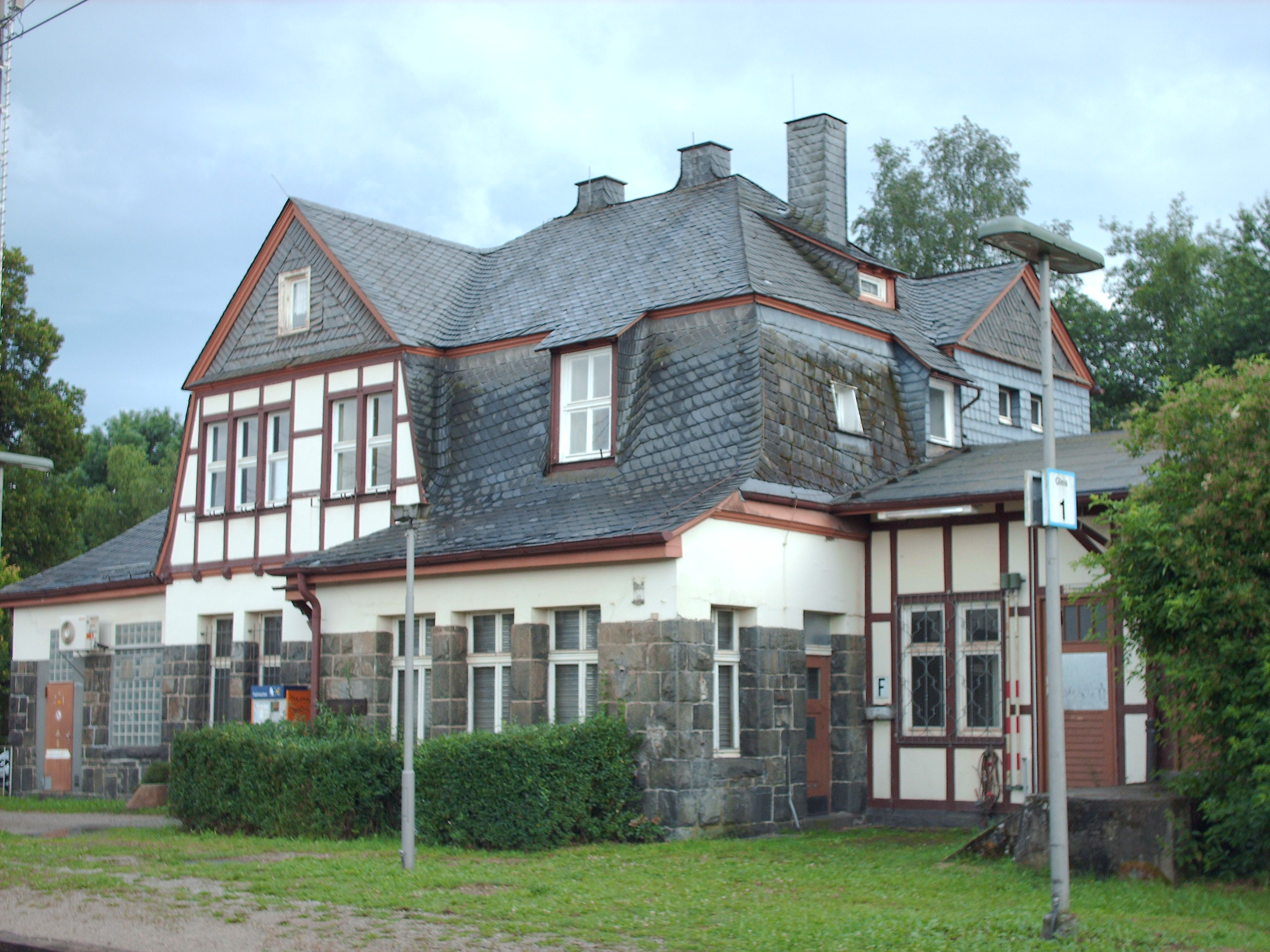
旧ルーダースドルフ駅の駅舎

この町はルーダースドルフ駅を介して鉄道ディル線と結ばれている。ニーダーディールフェン駅は現在、旅客営業を行っていない。この路線は1915年に一般運行を開始した。1950年代までヴィルンスドルフは、ヴィルデン経由でフライエ・グルンダー鉄道と結ばれていた。この路線はウンターヴィルデンからザルヒェンドルフ (ノインキルヒェン) までを結んでいた。この路線は、元々オーバーヴィルデンやヴィルンスドルフを経由してヴィルガースドルフまで開通する予定であったが、ノイエ・ホフヌング鉱山の閉山により、ウンターヴェルデン以降の敷設はされなかった。
この町から約 12 km 南にジーガーラント空港があり、ヴィルンスドルフから連邦道 B54号線経由で行くことができる。

### メディア
この地方の日刊紙は、ジーゲナー・ツァイトゥング、ヴェストファーレンポスト、ヴェストフェリシェ・ルントシャウである。これらの日刊紙の他に、ジーガーラントクーリエ、ジーガーレンダー・ヴォーヒェンアンツァイガー (SWA)、ヘラーターラー・ツァイトゥングといった新聞が刊行されている。ヘラーターラー・ツァイトゥングは、かつてはヴィルデンだけに配布されていた地方日刊紙であった。
1981年からヴィルンスドルフ町にケーブルテレビが設けられている。放送（特にラジオ・ジーゲン）は、ノインキルヒェンに建つ送信塔から発信されている。ヴィルンスドルフは、ノルトライン＝ヴェストファーレン州、ヘッセン州、ラインラント＝プファルツ州の間に位置することから、地方局であるラジオ・ジーゲンの他に、ヘッセンからの WDR、hr、FFHのプログラムやラインラント＝プファルツからの SWR、RPR1のプログラムも受信できる。2005年秋からヴィルンスドルフではブロードバンドインターネット網に接続できるようになった。

### 公共機関、社会機関
ヴィルンスドルフ図書館は、祝祭ホール近くの町役場 II の隣に入居している。この図書館は、約16,500点のメディア、書籍、CD-ROM、CD、DVD を貸し出している。この他に7つの地区図書館が利用できる。
「ハウス・ヘーヴェルトヒェン」は、町内に3つある老人ホームの1つである。この施設は、ヴィルンスドルフ近郊ディールフェン寄りにある。2001年に開所し、69人の入居・介護が可能である。運営は、ディアコニー・ジーゲンが行っている。これよりも大きな老人ホームであるニーダーディールフェンの「ハウス・アン・デア・ヴァイス」は1991年に民間運営者によって建設され、83人が入居している。3つめのホームが「ハウス・ゾンネ」で、オーベルスドルフ＝レトゲンにある。
ヴィルンスドルフには幼稚園が14園ある。ヴィルンスドルフ地区、ヴィルガースドルフ地区、ルーダースドルフ地区にはそれぞれ2園ずつある。5園がドイツ赤十字社、5園がカトリック教会、4園が福音主義教会の運営である。

### 教育
1542年にヴィルンスドルフの当時の学校長についての記録が遺されている。これはキリスト教の教義と結びついた純粋な教会の学校であった。1964年には「キルヒシュプールシューレ」（直訳すると「教会礼拝学校」）と名付けられた。この古い学校は1852年に取り壊され、新しい建物に建て替えられた。この学校は、福音主義の学校として1853年11月25日に開校したが、すぐに小さすぎる状態となった。1900年8月24日に土地が購入され、新しい校舎が建設され、1903年12月3日に開校した。1853年に福音主義の学校となった後、カトリックの子供たちは税関の建物で授業を受けた。しかし、税関の部屋が必要条件を満たさなくなったため、1890年代に新しい学校建設運動が始まった。1902年に土地が取得できたが、建設が始まったのはその2年後になってからであった。1908年12月1日に新しい学校の運用が始まった。この学校も、早くも1920年代には手狭になった。1920年に生徒数が143人にまで増加し、新築・改築が必要となり、1928年に完成した。1939年4月18日にカトリック3クラス、福音主義2クラスの共同学校が開校した。戦時下で学校運営は困難を極め、1944年11月にとうとう完全に閉鎖せざるを得なくなった。1945年3月から散発的に授業が行われ、この年の8月27日に完全に学校運営が復活した。1947年に町立学校が廃止され、宗派による分離が再び行われた。
1972年/73年にヴィルンスドルフのホーエロートで新しい本課程学校の建設が行われた。1968年の学校改革以後、既存の建物に余裕がなくなったためである。学生数の急速な増加や実科学校の開設にスペースが必要なり、早くも1974年にこの建物は拡張が必要となった。3年後に新しい校舎が建設され問題は解消された。1990年代初めに本課程学校は移転し、空いたスペースに新たに設立されたギムナジウムが入居した。これ以後本課程学校は、ルーダースドルフ地区の新しい建物にある。

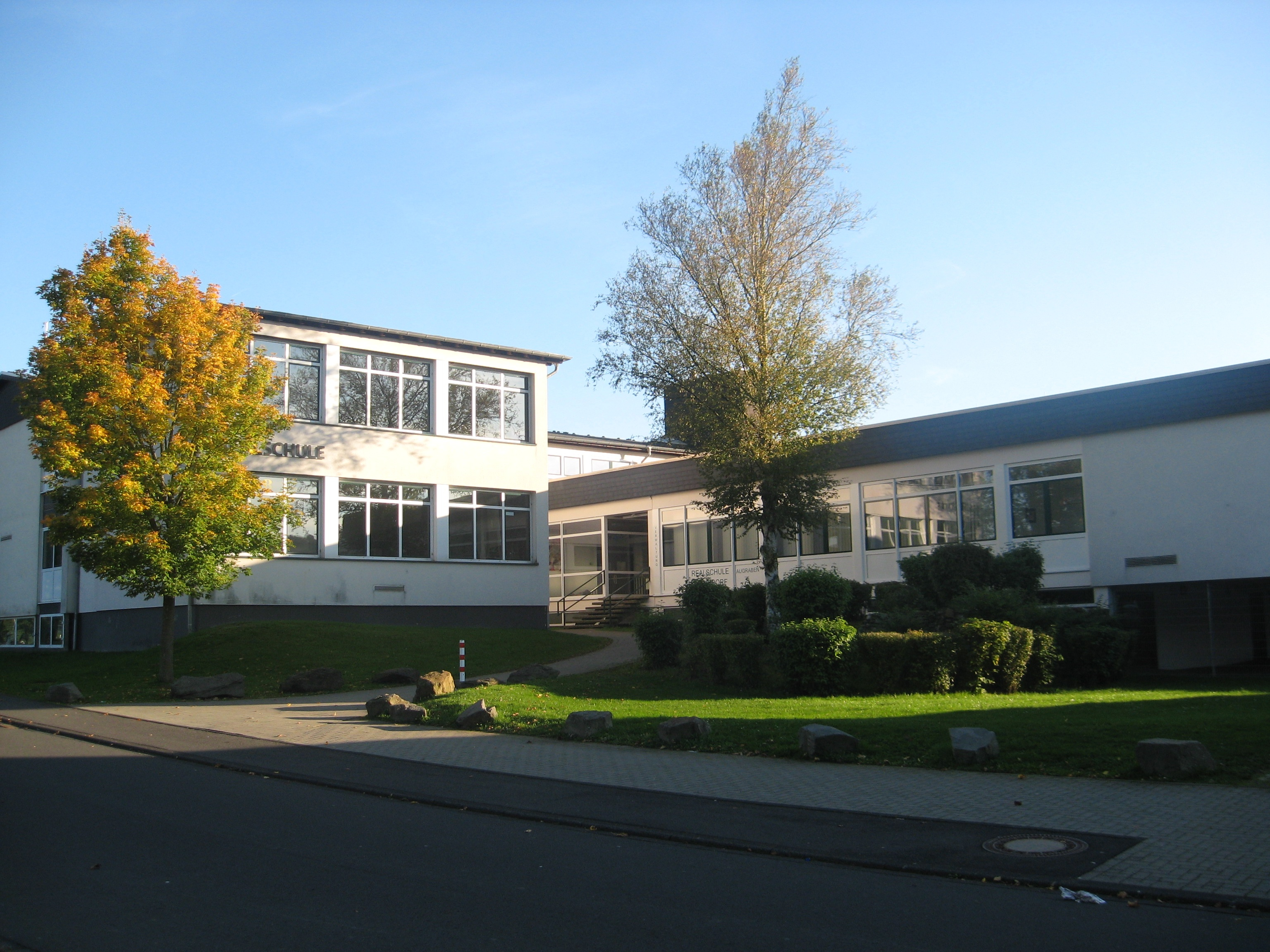
ニーダーディールフェンの実科学校

1974年9月1日、ヴィルンスドルフの実科学校は、ホーエン・ロートの当時の本課程学校内に開校した。この学校は1977年に隣の新校舎に移転した。その後早くも1982年には拡張工事が行われた。実科学校は、1992年/93年の学年に、改築され、拡張されたニーダーディールフェンの旧本課程学校に移転した。2009年に学生食堂が建設され、完成した。現在ヴィルンスドルフ実科学校には約540人の生徒と26人の教師が在籍している。体育館の他に、アドルフ＝ゼンガー＝ハレという名の多目的ホールや近くの運動場が利用できる。
1990年に創設されたヴィルンスドルフのギムナジウムは、約1,000人の学生と約70人の教員を有している。

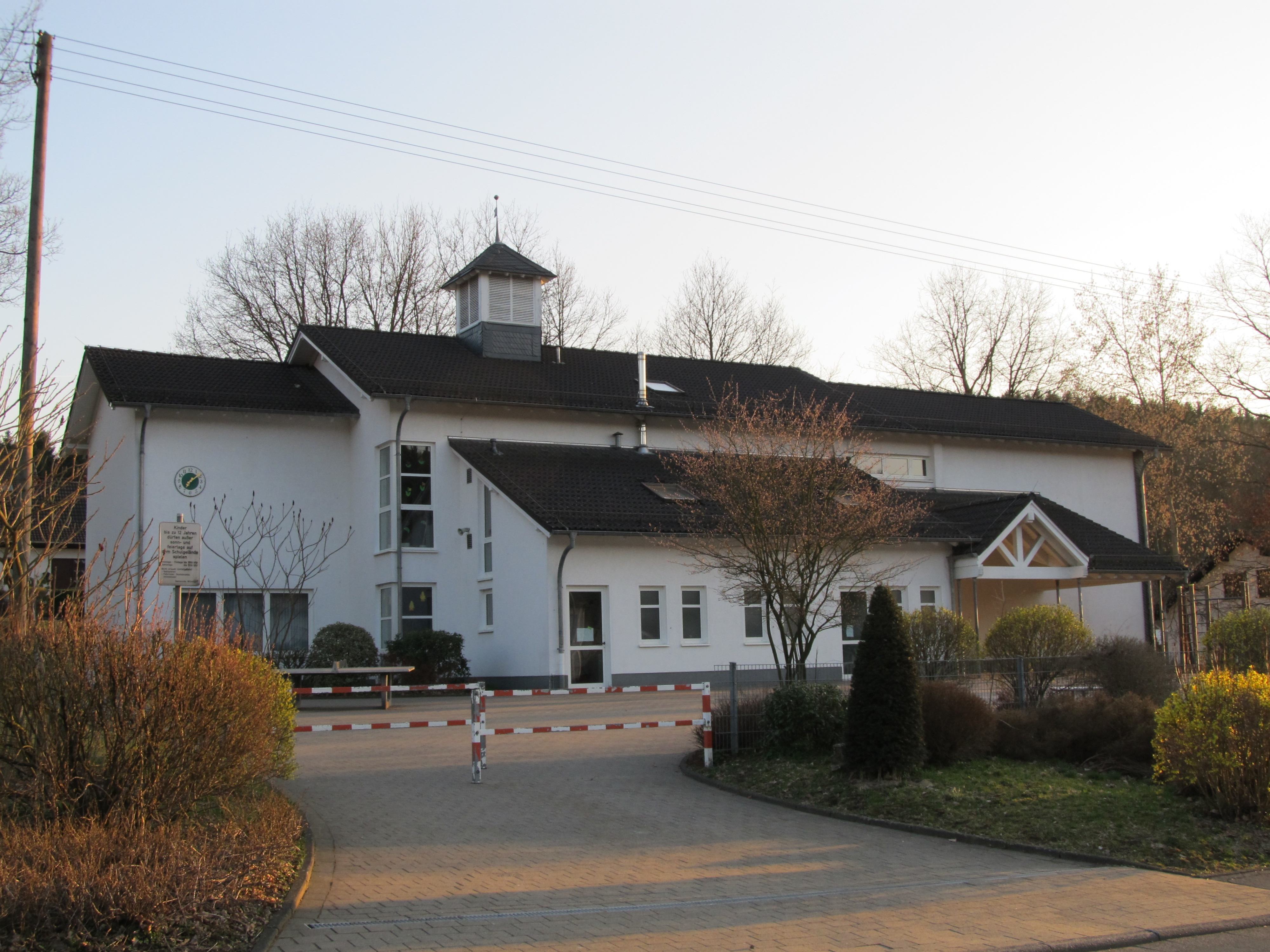
ヴィルデンの基礎課程学校

アンツハウゼン、ニーダーディールフェン、オーベルスドルフ、ルーダースドルフ、ヴィルデン、ヴィルガースドルフ、ヴィルンスドルフの各地区に基礎課程学校がある。ニーダーディールフェン、オーベルスドルフ、ヴィルンスドルフ、ヴィルデンは学校連合を形成している。ルーダースドルフには自由キリスト教会基礎課程学校があり、2009年現在241人の児童が在籍している。
2012年2月9日にヴィルンスドルフ町は、ヴィルンスドルフの基礎課程教育状況の現状と将来について情報検討を行った。児童数減少のため、2012年/13年には7校で6人の教員が赴任しただけだった。いくつかの基礎課程学校閉校の可能性が報告された。2月16日、100人以上の両親や児童が町役場前で閉校反対、全校存続を訴えた。彼らは、閉鎖の可能性が高いとされるアンツハウゼン、オーバースドルフ、ヴィルデンの住民約4,000人分の署名を町長のシュプラーに提出した。3月1日、CDUとFDPが教育議会で7つの初等クラスすべてに賛同し、すべての学校存続を宣言した。結論は、町長シュプラー名義でノルトライン＝ヴェストファーレン州総理大臣ハンエローレ・クラフト宛てに送付された。
2011年12月15日にヴィルンスドルフ町議会は、ゼンクンダールシューレ（中等教育を行う学校）の開設を決議した。2012年2月2日にこの学校は教育省の認可を得た。しかしゼクンダールシューレの入学希望者が最小必要人数の75人に達しなかったため、同年2月28日にゼクンダールシューレの同年開校を断念したと町行政府は発表した。入学希望者は70名であった。

## 人物

### ゆかりの人物
- ジルフィア・ナイト（1964年 - ）女子サッカー選手
- ザブリーナ・モッケンハウプト（ドイツ語版、英語版）（1980年 - ）女子陸上長距離選手
- フロリアン・クリンゲ（1982年 - ）サッカー選手

## 関連図書
- Elmar Schneider: 800 Jahre Wilnsdorf 1185-1985, Selbstverlag, Wilnsdorf 1985
- Franz Dango: Wilnsdorf – Geschichte und Landschaft, Verlag Vorländer, Siegen 1955
- Dieter Krumm: Wilnsdorf in alten Ansichten aus der Zeit zwischen 1880 und 1925; Verlag Europäische Bibliothek 1976; ISBN 90-288-1367-5

これらの文献は、翻訳元であるドイツ語版の参考文献として挙げられていたものであり、日本語版作成に際し直接参照してはおりません。